# Renault 4
La Renault 4 è un'autovettura prodotta dalla casa automobilistica francese Renault dal 1961 al 1992.

## Storia e profilo

### Genesi del modello
La storia della Renault 4, o R4, come viene spesso indicata, inizia nel 1956, quando l'allora presidente della Régie, Pierre Dreyfus, diede il via al progetto 112, volto alla realizzazione di una vettura in grado di contrastare il successo commerciale della Citroën 2CV, una vettura che nonostante i suoi otto anni di carriera sulle spalle non accennava a declinare e anzi, era ancora distante dall'apice della sua fama e del suo successo. Inoltre, la nuova vettura di Billancourt doveva proporsi come sostituta della 4CV, oramai in listino da dieci anni e quindi non più al passo con i tempi, ma per le sue caratteristiche doveva anche andare a sostituire la vetusta Dauphinoise, versione giardinetta della Juvaquatre d'anteguerra. Insomma, prendendo come spunto proprio la 2CV di Casa Citroën, la vettura doveva enfatizzarne quelli che erano i contenuti e aumentarne le doti di praticità, pur mantenendo ridotto il prezzo, che venne fissato già in fase di progetto sui 350 000 franchi. Riassumendo, la nuova piccola Renault doveva essere un'utilitaria, ma anche una vettura per le signore e una pratica auto per il carico merci e per il tempo libero; doveva inoltre essere caratterizzata, come si è detto, da un basso prezzo di listino, essere semplice nella manutenzione e affidabile a qualsiasi condizione climatica.
Il progetto dell'auto era basilare per la Renault e per il prototipo furono disposte misure di sicurezza per evitare ogni forma di spionaggio industriale e sviare la concorrenza. Per questo all'inizio fu battezzata "Marie Chantal".
Le direttive, impartite da Dreyfus e ribadite da Fernand Picard, direttore dell'ufficio progetti, non lasciarono alternativa: fu necessario adottare un telaio a pianale per limitare i costi di produzione. Fu l'ingegnere Guy Grosset Grange a giungere a tale conclusione e quindi a occuparsi di svilupparne uno adatto alle esigenze della nuova vettura. Una delle direttive impartite da Dreyfus fu quella che la vettura doveva essere confortevole, più confortevole delle altre Renault in listino in quel momento. Per questo motivo, le sospensioni furono oggetto di studi accurati. Sicuramente si doveva optare per la soluzione a ruote indipendenti e alla fine si scelse anche la soluzione delle barre di torsione. Per quanto riguarda l'architettura meccanica, le esigenze di versatilità della vettura 112 imposero la trazione anteriore, una primizia presso la Renault che fin dal momento della sua nascita aveva sempre avuto in listino modelli con trazione sul retrotreno (tranne il prototipo del furgone Estafette, in fase di collaudo al momento del varo del progetto 112). Per quanto riguarda il motore, inizialmente venne imposto un tetto di cilindrata pari a 600 cm³, motivo per il quale la stampa specializzata cominciò a indicare la vettura come 3CV (dalla potenza fiscale in cui vengono classificati i veicoli di tale cilindrata).
Per quanto riguarda la disposizione del motore, invece, vennero considerate svariate possibilità: motori a 2 o a 4 cilindri, in linea o a cilindri contrapposti, raffreddato ad acqua o ad aria, longitudinale o trasversale. In ogni caso, sia il motore che il cambio furono derivati direttamente da quelli montati già a suo tempo su 4CV e Dauphine. Tale scelta fu dettata sempre dall'esigenza di contenere i costi di produzione, anche se certe soluzioni potevano apparire superate già al momento del progetto.
Per quanto riguarda la carrozzeria, poche furono le concessioni all'eleganza o comunque, in generale, al fattore estetico, poiché dal progetto 112 si voleva una vettura razionale e pratica, anche a discapito della bellezza. Date le direttive di Dreyfus, la carrozzeria praticamente si sarebbe disegnata quasi del tutto da sola in base anche a ciò che fu imposto dal comparto meccanico: grande e voluminosa in rapporto alla fascia di mercato occupata dalla futura Renault e con un ampio portellone posteriore. Il compito di disegnare la carrozzeria fu assegnato a Robert Barthaud, destinato per questo progetto a disegnare svariati schizzi da sottoporre al vaglio dei vertici dell'azienda. Va detto che le proposte di Barthaud suscitarono subito forti perplessità da parte dei colleghi, che videro simili idee come fonte di un possibile futuro flop commerciale fin dal momento del debutto della vettura. In effetti, tra i vari disegni, ma anche tra i vari prototipi e modelli in scala 1:1 o inferiore ve ne furono alcuni nettamente distanti da quelle linee che nel corso degli anni avrebbero fatto la fortuna dell'utilitaria francese.
Durante il 1958 vennero realizzati alcuni prototipi che vennero testati su strada e prontamente immortalati dalla stampa specializzata, ma le vere prove di affidabilità si sarebbero avute solo l'anno seguente, quando un lotto di prototipi fu destinato a una massacrante sessione di test nelle condizioni climatiche più disparate ed estreme, su vari fondi stradali e per lunghe durate, sia in termini di tempo che di chilometri.
A partire dall'8 gennaio 1959 fu toccato ogni angolo del mondo, dal deserto del Sahara alla Guinea, dalla Sardegna alle temperature polari (30 gradi sotto zero) raggiunte in Minnesota (USA) durante uno di quegli inverni. Alla fine, l'équipe guidata da Louis Buty percorse circa due milioni di chilometri in totale, allo scopo di controllare l'affidabilità dei propulsori. Questo exploit durò circa tre anni, vale a dire che terminò quando la commercializzazione della vettura era già stata avviata, e nelle prime fasi non mancò di evidenziare alcuni difetti, tra cui la tenuta di strada ancora da migliorare e lo sterzo da rendere più stabile e preciso. Vale la pena menzionare il fatto che tra questi prototipi ve n'era uno equipaggiato con un motore bicilindrico, ma che non percorse più di 567 km, poiché il 15 giugno 1959 si decise in via definitiva che la futura R4 avrebbe montato un quattro cilindri.

### Debutto

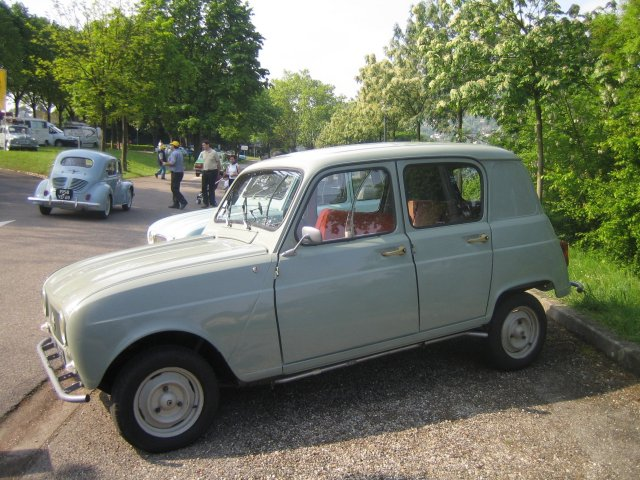
Una R3, "sorella" più economica della R4

Nel luglio del 1961 avvenne una prima presentazione alla stampa, i cui principali rappresentanti furono convocati dalla casa francese nel territorio lagunoso della Camargue, nella Francia meridionale. La scelta cadde su tale ambientazione per dimostrare le capacità della R4 di affrontare anche terreni impervi. Questo aspetto fu tra quelli che maggiormente impressionarono i giornalisti accorsi alla presentazione, ma anche altre caratteristiche suscitarono scalpore in senso positivo, tra cui le sospensioni e l'affidabilità.
Il 21 settembre dello stesso anno vi fu la presentazione al pubblico: allo stand Renault del Salone dell'automobile di Francoforte, fece bella mostra di sé la nuova Renault 4, che in quell'occasione era presente nell'allestimento L ("Lusso"). La Renault 4 era stata pensata e realizzata per gli scopi più diversificati e badando molto all'economia dell'auto, cosicché, quando il pubblico la vide al Salone di Parigi, rimase stupito da quest'auto dalle forme e dalle finiture così rozze. Allo stupore subentrò poi la diffidenza, un po' come avvenne alla fine degli anni quaranta con la 2CV.
Affiancata a essa, fu posta la R3, "sorella minore" caratterizzata da un motore da 603 cm³, vetri posteriori fissi e assenza di altri accessori rispetto alla 4. Contemporaneamente fu varata l'iniziativa Prenez le volant ("Prendete il volante" in francese), con la quale si invitavano i potenziali acquirenti a provare la vettura. Anche tale iniziativa fu coronata da successo: in dieci giorni vennero percorsi oltre 400 000 km da parte di circa 62 000 persone intervenute per saggiare le doti della nuova piccola Renault.

#### Design interno ed esterno

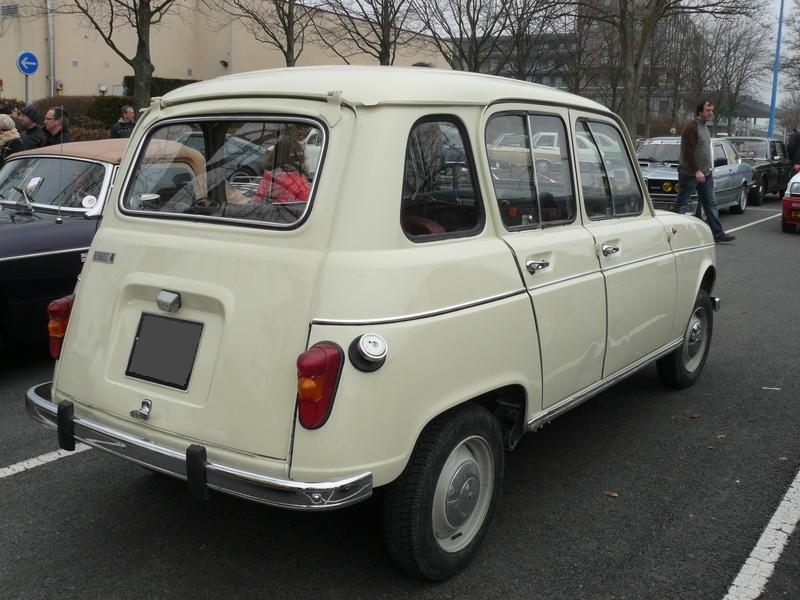
Una Renault 4 L dell'anno 1965/1966

La Renault 4, dal punto di vista stilistico ha seguito una linea evolutiva paragonabile a quella della 2CV, vale a dire che, dalla sua presentazione, nel 1961, alla sua uscita di produzione oltre 30 anni dopo, la Renault 4 non ha mai rivoluzionato la sua carrozzeria, se non in alcuni particolari. Le sue forme sono frutto di uno studio accurato della 2CV, principale rivale della R4, in maniera tale da eliminare o ridurre al massimo i difetti della piccola Citroën ed enfatizzarne i pregi. Sulla R4, vengono proposte forme più moderne rispetto alla 2CV, ma viene anche ridisegnato l'andamento del padiglione, reso più verticale e molto meno arcuato, in maniera tale da ottimizzare un eventuale carico merci. Il muso era la parte più riuscita dell'intero corpo vettura, grazie alla sua calandra, trapezoidale ma con angoli molto arrotondati, che suscitò quasi subito simpatia. Sempre frontalmente, si può notare il parabrezza completamente piatto, soluzione scelta ancora una volta per contenere i costi (un parabrezza piatto è solitamente più economico di uno curvo). Tra le altre caratteristiche, visibili soprattutto lungo le fiancate, vi erano le cerniere porta a vista (eliminate nel 1981), le portiere posteriori sensibilmente più piccole di quelle anteriori e la notevole altezza da terra del telaio, pari a ben 20 cm. Questa soluzione, unita alla trazione anteriore, permetteva un buon utilizzo della vettura anche su fondi sconnessi. Sempre visibili lateralmente erano le differenze tra la R4 di base (esternamente identica alla R3) e le altre R4. Queste ultime, disponibili negli allestimenti L e L Super Confort, erano provviste anche di un terzo finestrino laterale fisso, mentre la R4 di base possedeva invece una semplice lamiera integrata con il resto della carrozzeria.
L'abitacolo della R4 spiccava per la sua elevata abitabilità interna, più che buona per quattro persone, le quali trovavano posto sulle due semplici panchette ad armatura tubolare sulle quali venivano tesi due fogli di tessuto (uno per panchetta), come delle economiche sedie da bar o da spiaggia. Tale intelaiatura ovviamente era poi avvitata alla scocca. Spazioso anche il vano bagagli, della capacità di 480 litri. Già all'epoca del suo debutto, la R4 diede prova di un livello di praticità che avrebbe avuto riscontri presso la concorrenza solo dopo molti anni: era infatti possibile rimuovere la panchetta posteriore allo scopo di innalzare la capacità di carico merci. In questo modo, si arrivava a poter disporre di ben 1.450 litri. Il posto guida era caratterizzato da una posizione raccolta, mentre la strumentazione, essenziale ma non eccessivamente spartana, comprendeva un tachimetro in cui erano integrati il contachilometri e una serie di spie per: riserva carburante, temperatura acqua, luci di posizione, dinamo e indicatori di direzione. Nel complesso la dotazione era scarna e il grado di finitura era modesto, ma in compenso veniva data la possibilità di avere una vettura pratica e a prezzo contenuto.

#### Struttura e meccanica

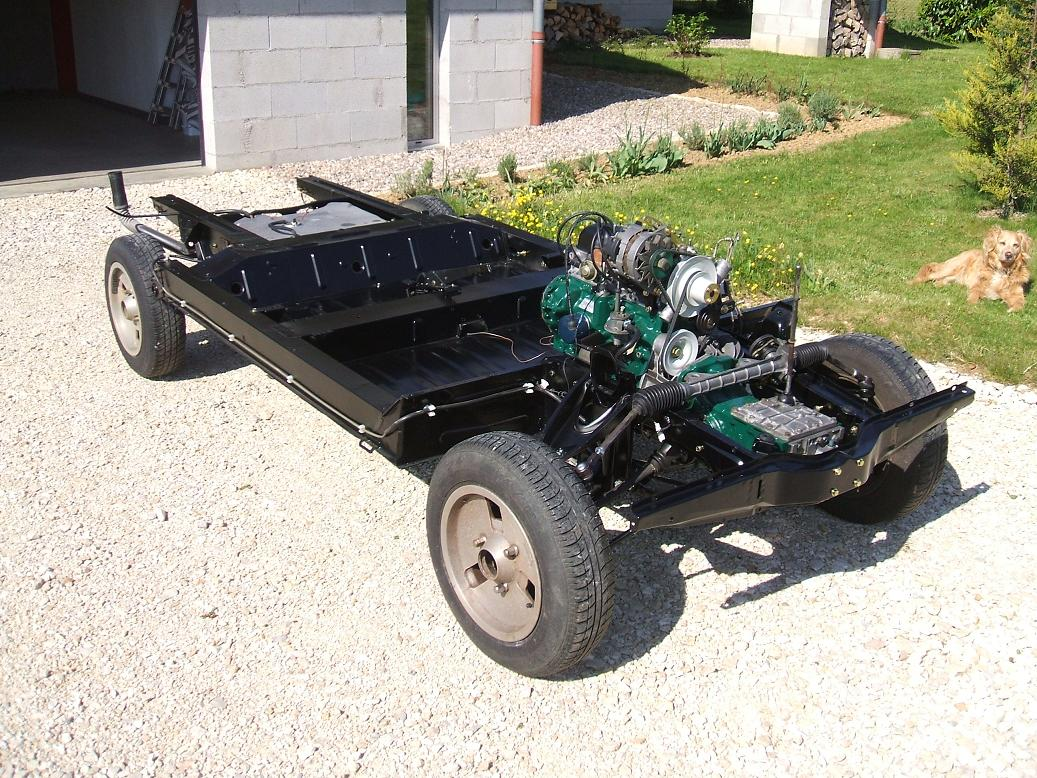
Il telaio di una Renault 4

Osservando in generale le soluzioni adottate dai progettisti Renault, si nota quindi come si sia attinto dal calderone di esperienze già acquisite dalla Renault nel corso degli anni, con la sola eccezione della trazione anteriore. A parte quest'ultima, che come già detto rappresentò una vera novità, le sole differenze riguardarono più che altro la disposizione di alcuni organi meccanici. La struttura portante era un telaio separato a pianale, più economico rispetto ad altre soluzioni. Esso era formato da un sistema che integrava tre traverse e due longheroni, un pavimento quasi del tutto piatto e un telaietto ausiliario per il supporto del gruppo motore-cambio e dell'avantreno. Al telaio è fissata una scocca simile a quelle autoportanti e alla quale sono avvitati i lamierati esterni (cofano motore, portellone bagagliaio, portiere, parafanghi, ecc). Questi ultimi sono facilmente rimovibili in caso di necessità. Lo schema meccanico era a motore anteriore longitudinale, trazione sull'avantreno e cambio a tre marce in blocco con il motore. Il cambio fu collocato anteriormente al motore e anche davanti al radiatore stesso; disponeva di sincronizzazione nei due rapporti più alti, ma non della prima marcia.
Rispetto al gruppo motore-cambio della 4CV vi era la differenza che in questo caso il gruppo disponeva necessariamente anche di semiassi per costituire i giunti omocinetici e realizzare così la trazione anteriore. La frizione era del tipo monodisco a secco. Per quanto riguarda il motore, che derivava strettamente da quello della 4CV, la cilindrata fu mantenuta invariata a 747 cm³, così come la sua architettura a 4 cilindri e l'albero a gomiti su 3 supporti di banco.
Il propulsore propose però una particolare novità, e cioè l'inedito sistema di raffreddamento a circuito sigillato e riempito di una miscela di acqua e liquido antigelo. Per nascondere questa novità miracolosa per quei tempi, in cui le Fiat 600 viaggiavano col cofano motore sollevato e necessitavano di frequenti rabbocchi, le prime R 4 avevano il serbatoio di espansione e recupero del liquido refrigerante nascosto in posizione invisibile e irraggiungibile sotto al parafango. Tale miscela consentiva il regolare funzionamento della vettura fino a temperature di -40 °C. Inoltre, il circuito di raffreddamento era provvisto di una vaschetta di espansione che raccoglieva l'acqua la quale, aumentando di volume durante il riscaldamento, sarebbe traboccata altrimenti fuori dal radiatore. Per il resto si trattava del classico motore 680-01 derivato dalla corrispondente unità da 21 CV a valvole in testa e asse a camme laterale già montato sulla 4CV. In questo caso però, la potenza massima dichiarata dalla Casa era di 24 CV DIN (26,5 CV SAE) a 4500 giri/min.
Un occhio particolare va dato al comparto sospensioni: esse erano del tipo a ruote indipendenti sui entrambi gli assi e al posto delle molle utilizzano delle barre di torsione per poter avere una più ampia escursione elastica, utile per esempio durante la marcia sui terreni accidentati. Nessun problema all'avantreno, dove le barre sono state montate in senso longitudinale; la particolarità stava nella modalità con cui tali barre sono state montate al retrotreno: trattandosi di barre di una certa lunghezza, oltretutto disposte trasversalmente, si rese necessario disallineare le ruote dell'asse posteriore, con il risultato che la Renault 4 (e anche i successivi modelli realizzati sulla stessa base meccanica) possiede il passo sul lato destro leggermente più lungo di quello sul lato sinistro (4,8 cm in più). Trattandosi di una vettura dalle prestazioni modeste (100 km/h di velocità massima), questa caratteristica non presentava notevoli inconvenienti sul piano dinamico e, per garantire un pavimento piatto e quindi una forma regolare che assicurasse una capacità di carico ottimale, gli ammortizzatori, sia anteriori che posteriori, sono stati montati in posizione orizzontale. Per quanto riguarda l'impianto frenante, la R4 disponeva di quattro tamburi, mentre lo sterzo era a cremagliera.

#### Dotazioni
Spartana anche per gli standard dell'epoca e indipendentemente dalle versioni previste, la R4 fu tuttavia proposta in quattro livelli di allestimento, il più semplificato dei quali fu considerato come un modello a sé e noto con il nome di R3, spinta dal già citato motore da 603 cm³. Sopra di essa si trovava la R4 di base, simile nella dotazione alla R3 (mancanza di coprimozzi, del terzo finestrino laterale, della modanatura sulla fiancata, della cornice sulla calandra e unico colore disponibile il verde oliva), ma spinta con il più potente motore 680-01 da 0,75 litri; terzo allestimento fu la R4 L, dotata anche di terzo finestrino laterale, più tinte disponibili, copriruota cromati, paraurti tubolare cromato con rostri, calandra cromata e migliori allestimenti interni con rivestimenti interni portiere, migliori rivestimenti dei sedili, aletta parasole passeggero e portacenere. Al di sopra di tutte fu posta la R4 Super Confort, caratterizzata dal portellone del bagagliaio incernierato sul lato inferiore e con lunotto discendente per favorire le operazioni di apertura e chiusura. Altra caratteristica di questa versione furono gli interni più curati e rifiniti.
Al Salone di Parigi, in occasione della sua presentazione, la R4 fu svelata anche in versione van, ossia la versione commerciale che riscuoterà parecchio successo presso i piccoli imprenditori e si rivelerà una concorrente agguerrita delle corrispondenti versioni derivate dalla 2CV e dalla Dyane.

### Evoluzione

#### I primi anni

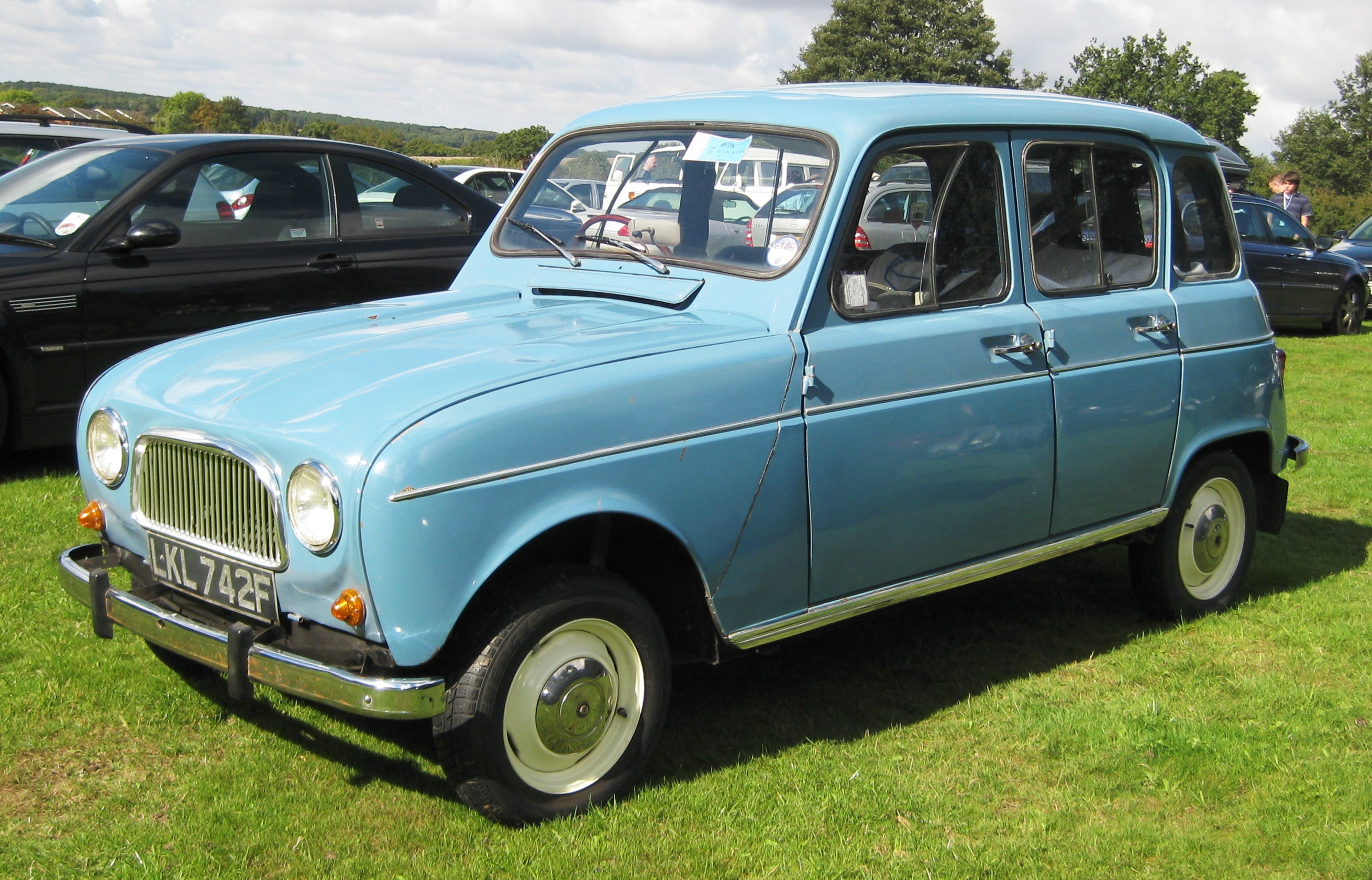
Una delle ultime Renault 4 della prima serie

La produzione fu avviata a Billancourt nell'agosto 1961, immediatamente dopo l'uscita di produzione della 4CV, lo smantellamento delle linee di quest'ultima e il montaggio delle nuove linee destinate alla R4. Poco tempo dopo, la produzione fu avviata anche in Belgio, presso lo stabilimento di Haren, dove verrà mantenuta per oltre vent'anni.
Nel settembre del 1962 la gamma vide l'arrivo della R4 Super, destinata a rimpiazzare la Super Confort e dotata di paraurti a doppio tubo e di motore 800-01 da 845 cm³ e 30 CV, derivato direttamente da quello utilizzato già da qualche anno sotto il cofano della Dauphine. La R4 Super fu la versione di punta per quanto riguardava la prestazioni, ma la R4 L fu ancora considerata la versione più lussuosa e già dal mese di marzo aveva ricevuto un nuovo paraurti a lama anziché di tipo tubolare. Nel mese di settembre tale tipo di paraurti fu però esteso alle altre versioni. Nello stesso periodo, il motore di base subì alcuni aggiornamenti e si portò a 27 CV DIN di potenza massima. Dopo i primi scetticismi (alla Renault si pensò addirittura di sostituirla anzitempo e fu perciò avviato un progetto che anni dopo sarebbe sfociato nella Renault 6), la R4 riuscì con la gamma di fine 1962 a ottenere uno sempre maggior successo, capace di rivaleggiare con efficacia contro la 2CV dello stesso segmento. Rispetto a quest'ultima era anche favorita da un prezzo di listino più basso e competitivo grazie a una più approfondita scelta delle soluzioni atte al contenimento dei costi di produzione, e anche alla maggior potenza commerciale della Renault rispetto alla Citroën.
Nel mese di dicembre, la produzione inizia anche nello stabilimento di Pomigliano d'Arco, da dove la Renault 4 verrà distribuita in tutta Italia con il marchio Alfa Romeo in virtù dell'accordo tra le due Case costruttrici.
Il successo non tardò ad arrivare per la piccola Renault: vettura tuttofare, la R4 presentava la pratica soluzione delle quattro porte più il portellone posteriore, particolarmente efficace in ogni soluzione di trasporto. La vettura si dimostrò poi anche particolarmente affidabile sui fondi più disparati, risultando così adatta sia per la campagna che per la città.
Nel 1963 venne lanciata la R4 Parisienne, una versione pensata per il pubblico femminile che fino a quel momento aveva snobbato la vettura, ritenuta più che altro un mezzo da lavoro. Realizzata in collaborazione con la rivista di moda Elle, la Parisienne era caratterizzata da una particolare decorazione delle fiancate in due possibili tipi di tessuto, scozzese o impagliato. Per dare un input decisivo, venne indetto un referendum in cui 4.200 lettrici della rivista Elle furono selezionate per testare le doti della R4. Il responso fu positivo: le donne interpellate si espressero favorevolmente. Sempre nel 1963 la R4 Super venne sostituita dalla R4 L Super, dotata di due sedili anteriori separati, mentre tutta la gamma vide l'arrivo di un nuovo cambio interamente sincronizzato.
Il 1964 significò per la R4 il raggiungimento della soglia dei 500 000 esemplari venduti. Per il resto le uniche novità di sorta furono rappresentate dalla R4 L Super che fu ribattezzata R4 Export e dall'arrivo dei rostri ricoperti in gomma sulla R4 L.
Nel 1965 debuttarono la Renault 16 e la Renault 10: per l'occasione vi fu un leggero cambio nelle denominazioni ufficiali di tutti i modelli Renault battezzati solo con un numero. In questo caso, la cosa interessò i due modelli appena citati e la R4, che divenne semplicemente Renault 4. Tutto ciò fu quanto stabilito in via ufficiale, ma in realtà i modelli continuarono a essere abitualmente indicati con la lettera R (R4, R16, ecc). Pochi e di dettaglio furono gli aggiornamenti, più che altro concentrati nella gamma e nelle versioni che la costituirono: a marzo la versione di base, fino a quel momento denominata R4, divenne 4 Luxe e ricevette un dispositivo lavavetri, mentre la R4 L cambiò nome in 4 Export senza altre variazioni, unificandosi con la precedente Export introdotta un anno prima; sempre nel mese di marzo del 1965 vi fu l'introduzione di un antifurto bloccasterzo su tutta la gamma.
Il 1º febbraio 1966 si festeggiò il primo milione di esemplari prodotti, mentre a settembre la versione Luxe subì un nuovo cambio di denominazione e divenne 4L (non fu un ritorno allo status quo precedente, poiché in precedenza la Luxe si chiamava semplicemente R4).

#### I primi aggiornamenti estetici

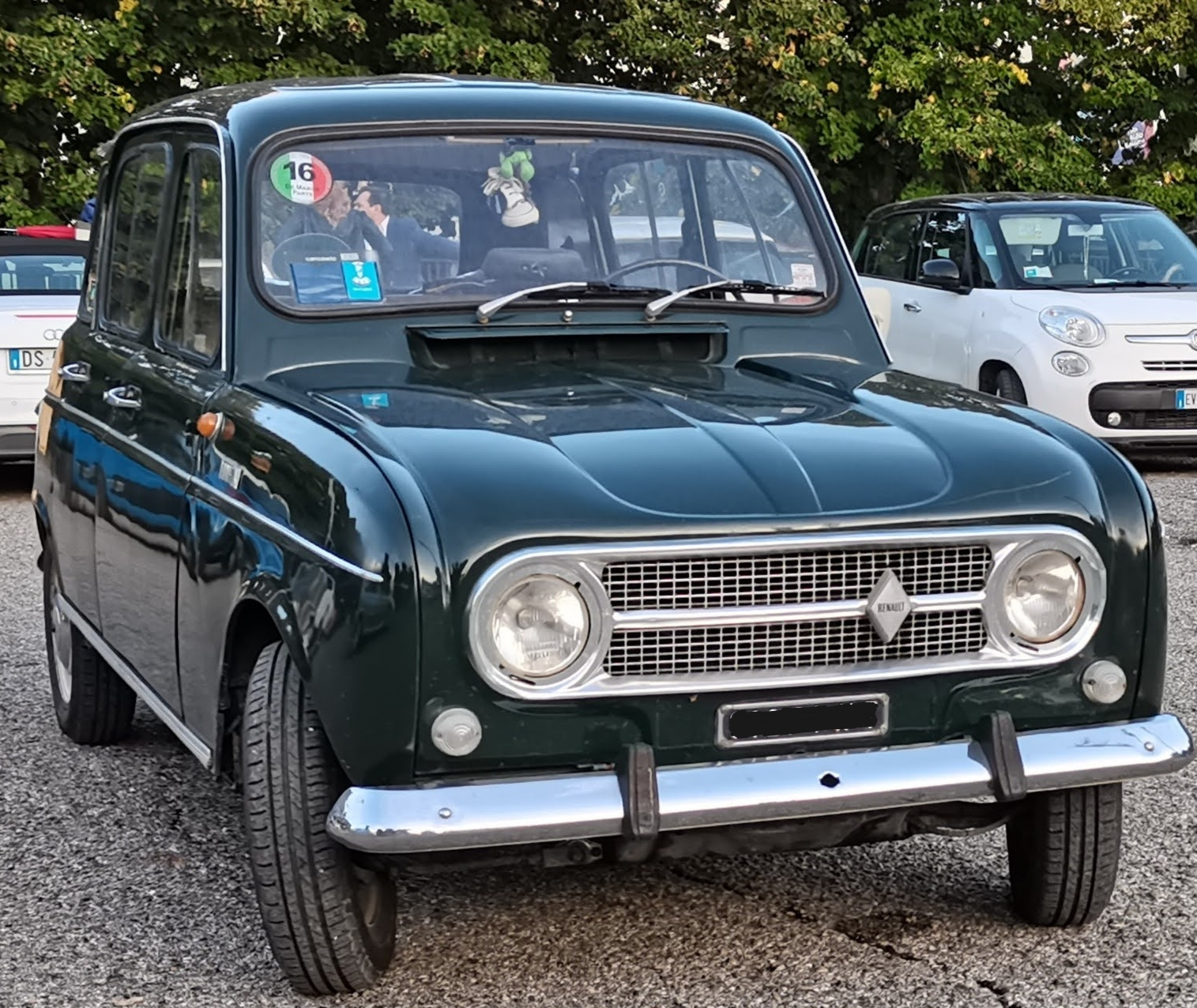
Una Renault 4L seconda serie del 1970

Le vere novità si ebbero però nel 1967, con l'arrivo del primo vero aggiornamento estetico (oggi si direbbe restyling): sulla nuova gamma comparve una calandra in alluminio ridisegnata che andò a incorporare i fari e che recò lo stemma Renault spostato sul lato sinistro; vi fu anche l'arrivo di nuovi paraurti cromati. Non mancarono le novità meccaniche, tra cui il cambio che passò da 3 a 4 rapporti. Quest'ultima non fu una novità in senso stretto, poiché le R4 prodotte in Spagna a partire dal 1964 montavano già tale tipo di cambio. Semplicemente, dal 1967, le 4 marce furono estese all'intera produzione. Nonostante il periodo socialmente difficile (basti pensare al maggio francese) la Renault 4 continuò a mietere successi e si impose come la vettura francese più venduta al mondo.
Nel 1968 la gamma si aggiornò con l'uscita dai listini della Parisienne e l'ingresso della Plein Air, versione torpedo senza tetto né portiere, una sorta di concorrente su base R4 della Méhari. Alla fine dello stesso anno toccò il record di produzione annua della sua carriera commerciale, con oltre 336 000 esemplari venduti. Da quel momento le cifre cominciarono a calare, ma molto lentamente: la produzione continuò comunque a rimanere su alti livelli ancora per diversi anni, e anzi, come si vedrà, per un breve periodo torneranno nuovamente a crescere.
Nel 1969, il motore da 845 cm³ fu limitato solo ad alcuni mercati tra cui l'Italia, ma in Francia e in altri mercati fu tolto dalla gamma della Renault 4 per limitarne l'applicazione solo alla Renault 6, introdotta da poco tempo. In Italia, tra l'altro, il motore 800-01 costituì l'unica scelta motoristica per il potenziale acquirente di una Renault 4. Nello stesso anno la gamma beneficiò di migliorie alla dotazione con l'arrivo di: illuminazione interna, serrature posteriori di sicurezza, nuovo volante più maneggevole, nuova strumentazione più leggibile, fari anteriori regolabili a seconda del carico e a norma europea, retrovisore esterno lato guida (prima era assente) e panchetta posteriore ripiegabile e non più amovibile. A richiesta fu possibile avere anche il tetto apribile in tela.
L'inizio del nuovo decennio coincise con l'adozione, nell'aprile del 1970, del nuovo impianto elettrico da 12 V che sostituì il precedente da 6 V. Anche le cinture sicurezza anteriori entrarono a far parte del corredo di serie. Nello stesso anno, la Plein Air fu tolta di produzione, sostituita dalla Rodéo. Nel frattempo, la Renault 4 continuò a essere venduta in un gran numero di esemplari, nonostante non fosse più verdissima come età.
Nel 1971 il motore da 747 cm³ lasciò il posto al nuovo motore di cilindrata maggiorata a 782 cm³, mentre nel 1972 comparvero gli attacchi per le cinture di sicurezza anche nel divanetto posteriore. Alla fine dello stesso anno, le versioni berlina fecero registrare un nuovo calo di esemplari venduti (266.551, per l'esattezza), mentre le versioni furgoncino seguirono un andamento opposto (85.108 esemplari contro 75.020 esemplari dell'anno prima).
Nel 1973 gli aggiornamenti furono più che altro meccanici: le nuove normative antinquinamento, entrate in vigore in seguito alla crisi petrolifera e alla crescente sensibilizzazione verso l'impatto ambientale dell'automobile in generale, imposero una rivisitazione in tal senso anche nel piccolo e parco motore della Renault 4. Contemporaneamente venne adottato il cambio della Renault 6, già in listino da cinque anni.

#### Gli anni settanta

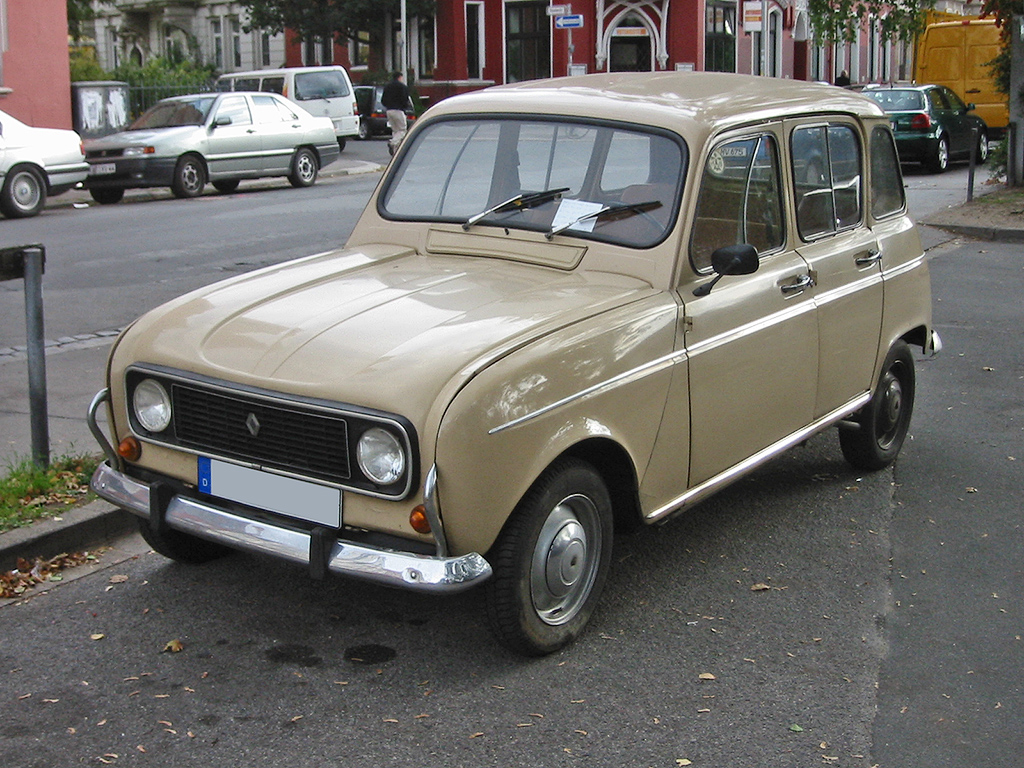
Una Renault 4 terza serie

Nel settembre 1974 vi furono nuovi aggiornamenti per la Renault 4: gli aggiornamenti più visibili interessarono ancora una volta il frontale, dove comparve una nuova calandra, più quadrangolare nella forma sebbene con angoli arrotondati, dotata di stemma nuovamente centrale e realizzata in plastica nera. Meccanicamente non vi furono novità di sorta, mentre per quanto riguarda la gamma, la Export lasciò il posto alla TL.
Un anno dopo, nell'autunno del 1975, fu introdotta la Safari, una versione pensata principalmente per i giovani, ma adatta di fatto a tutte le tipologie di clientela. Essa era provvista di sedili integrali reclinabili e rivestiti in jersey a bande azzurre, gialle e blu, mentre la carrozzeria sfoggiava una banda nera longitudinale lungo tutta la fiancata. Su tutta la gamma, la strumentazione subì delle rivisitazioni, con l'arrivo di un voltmetro a sostituire la spia di carica della batteria. Sotto il cofano, un alternatore sostituì la dinamo.
Nel luglio 1976 arrivarono nuovi indicatori di direzione anteriori, di forma rettangolare, al posto di quelli tondi presenti fin dal 1961. La gamma fu composta a quel punto dalle versioni, la 4L, 4 TL e 4 Safari.
Il 9 settembre 1977 dalle linee di montaggio uscì la cinquemilionesima Renault 4: in quell'anno la vettura si aggiornò con l'arrivo di un nuovo cruscotto e di un nuovo volante ripreso dalla Renault 5. Il cruscotto, tra l'altro, fu caratterizzato dalla presenza di una spia per il controllo della pressione del liquido freni. A tale proposito, l'impianto frenante divenne a doppio circuito. Per quanto riguarda la gamma, la 4L, ridivenne la versione base esattamente come nel 1961. Grazie ai fortunati exploit commerciali della Renault 4 e di altri modelli della Casa, Renault divenne in quell'anno il primo costruttore europeo.

#### Gli anni ottanta

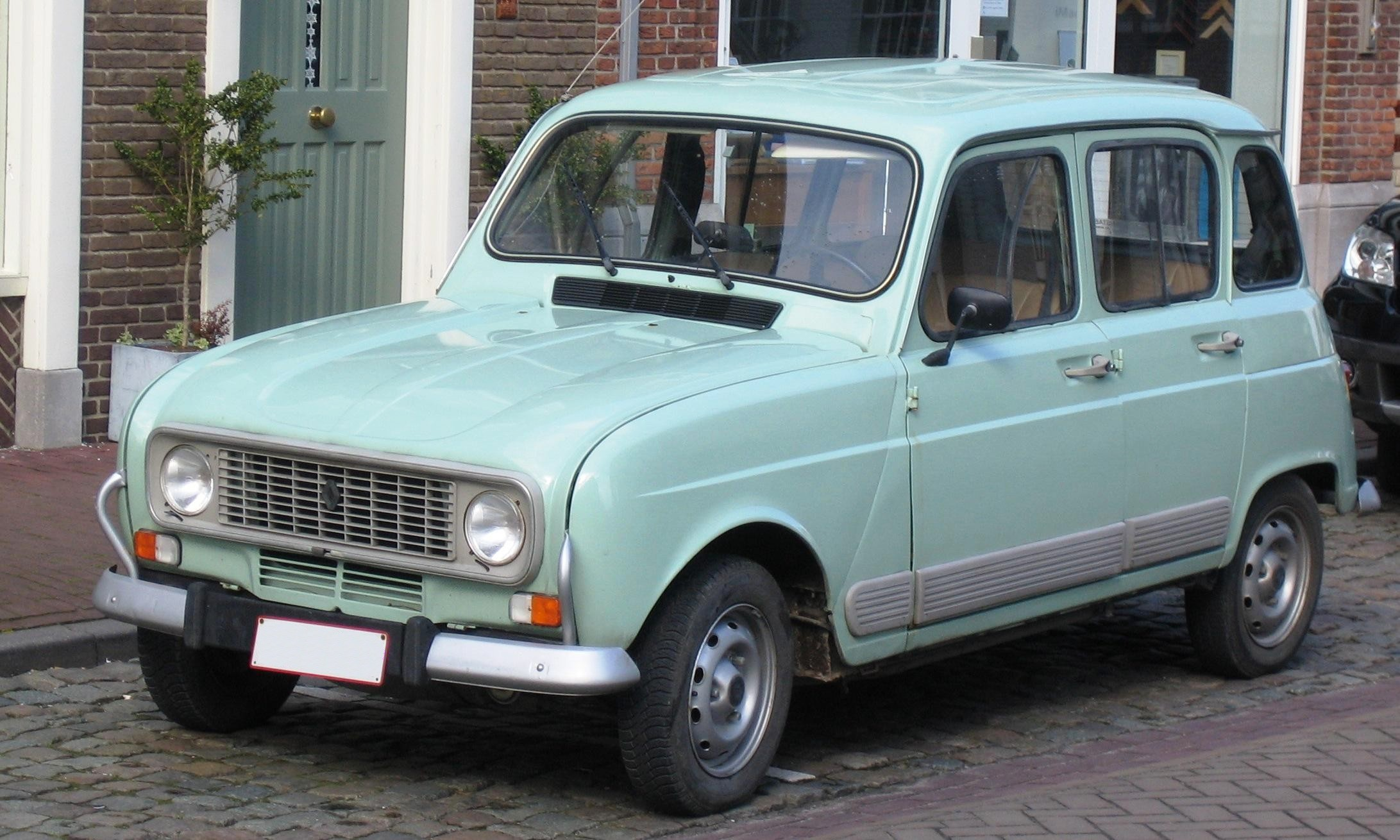
Una Renault 4 appartenente alla quarta e ultima serie

Nel gennaio del 1978 la gamma si arricchì con l'arrivo della 4 GTL, nuova versione di punta spinta dal motore C1E da 1108 cm³ e con potenza massima di 34 CV. Il nuovo modello era riconoscibile per la calandra e i paraurti in plastica grigia, oltre che per i rinforzi tubolari agli angoli del frontale; internamente i sedili divennero più imbottiti, anche nella zona sottostante la seduta, la cui intelaiatura scomparve all'interno dell'imbottitura. Inoltre, i finestrini posteriori, che fino a quel momento erano fissi, divennero scorrevoli. Sotto la GTL rimase la versione TL a costituire la base della gamma.
L'arrivo dei nuovi aggiornamenti incentivarono nuovamente le vendite della 4, che alla fine dell'anno risalì a 375.207 esemplari, di cui ben 110.554 versioni furgonate e 264.653 berline. Durante il 1979 la vettura adottò i cerchi della Renault 5 di base; a partire dal mese di luglio, l'impianto di riscaldamento, già da diversi anni compreso nella dotazione di serie, divenne a due velocità. Il continuo successo della vettura fu un fatto eccezionale, paragonabile solo ad altri due "miti" inossidabili dalla carriera pluridecennale, ossia la Citroen 2CV e il Maggiolino della Volkswagen. Infatti, mentre tutte le case automobilistiche rinnovavano di continuo le proprie utilitarie, la R4 rimase fedele a se stessa, alla sua spartana praticità e simpatia che l'ha sempre contraddistinta, dal caratteristico dondolio associato agli incessanti cigolii delle sospensioni e degli interni. Un reale problema della vettura era però costituito dalla visibilità: montando finestrini scorrevoli lateralmente anziché verso il basso, la R4 impedisce al guidatore di sporgersi di fianco per effettuare una manovra a marcia indietro. A questo problema vanno aggiunti lo specchietto retrovisore interno collocato sulla plancia anziché in alto (pressoché inutile, quindi, se sul sedile posteriore si trovano due passeggeri di corporatura robusta) e le spazzole dei tergicristalli, che oltre a essere minuscole non riescono a pulire più del 65-70 per cento del parabrezza.
Pochi furono gli aggiornamenti per il 1980, mentre nel 1981 vi fu l'arrivo di nuovi rivestimenti su tutta la gamma. Nello stesso anno comparvero la 4 Jogging, serie limitata di 5.000 esemplari, e la Rodeo seconda serie con motore da 1.1 litri ripreso dalla GTL.
Nel maggio 1982 il motore da 782 cm³ fu sostituito con quello da 845 cm³, che tornò dopo quasi un decennio anche in quei mercati dove fino a quel momento non era stato più previsto. Questo motore erogava la stessa potenza del motore della GTL. Nello stesso anno venne adottato il cruscotto della 5. Per quanto riguarda la gamma, la versione base uscì di listino, anche se in alcuni mercati, come quello italiano, tale versione rimase ancora disponibile ed equipaggiata proprio con l'unità da 845 cm³.
Il 1983 vide l'arrivo dei freni a disco all'avantreno e del parabrezza di tipo stratificato, mentre per il 1984 non vi furono novità di sorta. Per la Renault 4 fu invece importante il 1985, poiché fu in quell'anno che vennero raggiunti i 7.5 milioni di esemplari. Sempre nel 1985 fu introdotta una nuova serie speciale a tiratura limitata: la Sixties.
Nel 1986 vi fu un nuovo riassetto della gamma: la TL divenne TL Savane, mentre la GTL divenne GTL Clan. La TL Savane vide tra l'altro l'arrivo del motore da 956 cm³ già montato su alcune versioni della 5 e della Supercinque. L'arrivo di tale motore coincise con la fine dei cosiddetti motori Billancourt (o Type B) a tre supporti di banco. Nei mercati dove ancora prevista, la versione base adottò anch'essa il nuovo motore.

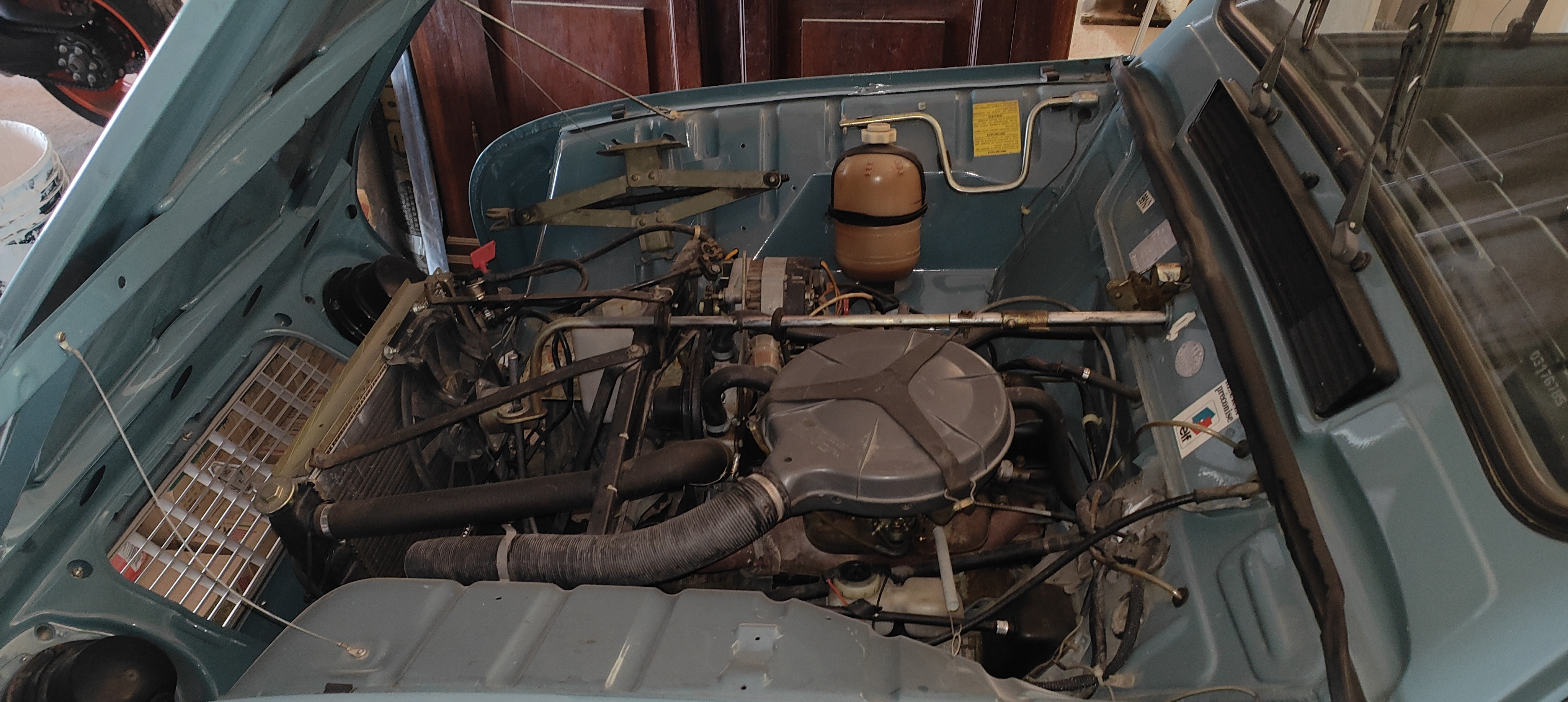
Vano motore della 4 GTL del 1989 con cilindrata 950 cm³, 24 kW (33 CV)

Nel 1988 cessò l'importazione nel mercato tedesco e la produzione della versione furgonata, sostituita dal Renault Express. Il 1989 vide invece la dotazione dell'intera gamma arricchirsi con lo specchietto retrovisore esterno destro e con il doppio retronebbia.

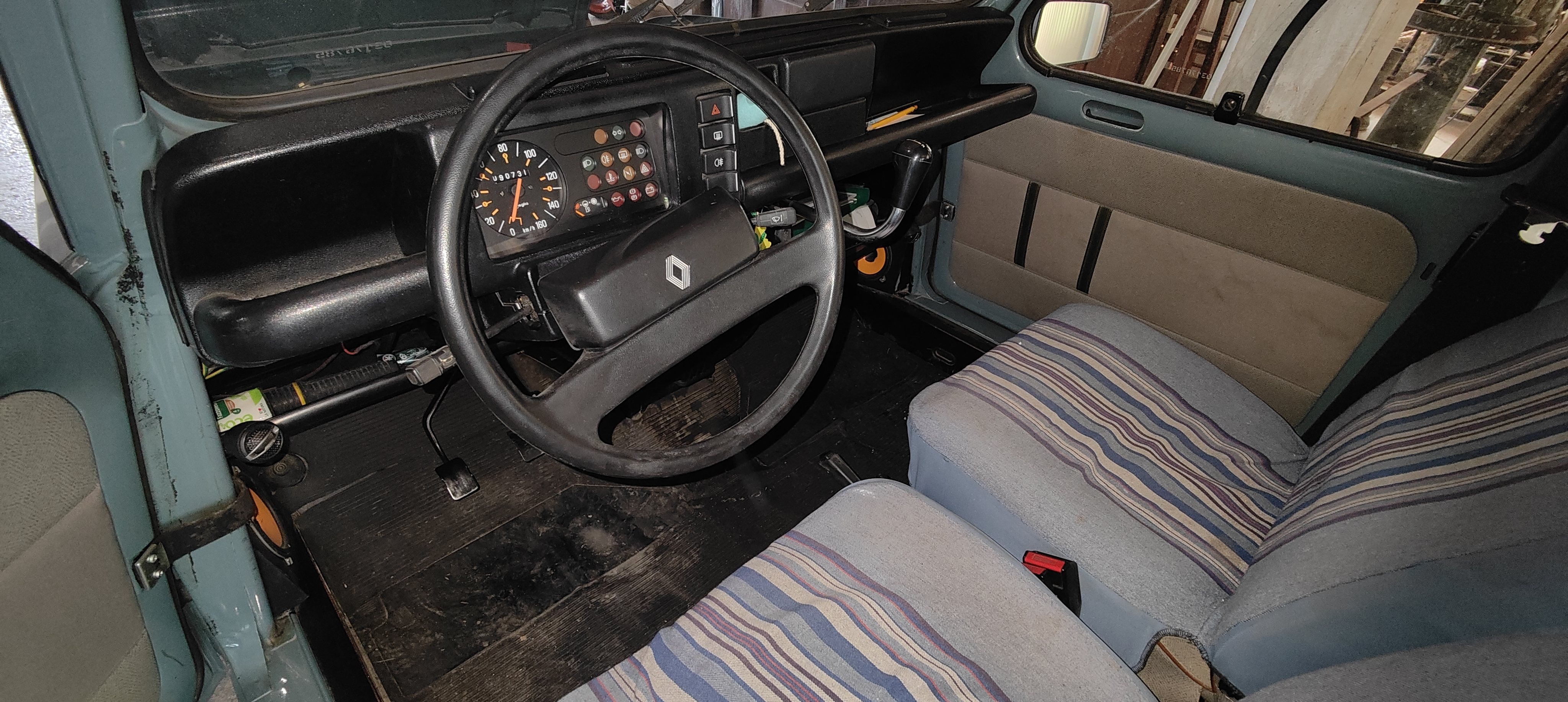
Cruscotto della 4 GTL del 1989. Da notare lo specchietto esterno destro in dotazione

#### Gli ultimi anni
I primi anni novanta furono testimoni dell'inesorabile declino della Renault 4, oramai avviata verso un meritato pensionamento dopo anni di onorata carriera. Ma vi fu ancora tempo per una nuova serie speciale, la Carte Jeunes, derivata dalla Savane e disponibile nei colori giallo, verde, bianco e rosso. Fu commercializzata nel 1991.
A decretare la fine della Renault 4 fu l'imminente entrata in vigore della normativa Euro 1, che sarebbe divenuta effettiva a partire dal 1º gennaio 1993. Nel 1992 i vertici Renault constatarono che non era più conveniente apportare alla Renault 4 modifiche sostanziali come l'adozione dell'iniezione elettronica e della marmitta catalitica. Pertanto, alla fine di dicembre dello stesso anno, l'ultimo esemplare lasciò le linee di montaggio. Gli ultimi 1000 esemplari di Renault 4 fecero parte dell'ultimissima serie speciale denominata Bye bye e prevista per il solo mercato francese.
La produzione continuò solo negli stabilimenti in Marocco e in Slovenia, dove cessò solo due anni più tardi, nel 1994. In totale furono prodotti 8.135.424 esemplari di Renault 4, tra berline e furgonette nel mese di dicembre 1992..
Già nel 1993, la Renault 4 fu sostituita dalla Renault Twingo, mentre a partire dal 1996 fu commercializzata la Renault Kangoo, un altro modello visibile come erede della Renault 4.

### Riepilogo caratteristiche
Di seguito vengono mostrate le caratteristiche relative alle varie versioni previste per la Renault 4 nel corso della sua lunga carriera. I prezzi sono in franchi francesi e si riferiscono al momento del debutto nel mercato interno e al livello di allestimento meno costoso tra quelli indicati.
| Modello | Allestimento     | Motore  | Cilindrata cm³ | Potenza CV DIN/rpm | Coppia Nm/rpm | Cambio/ N°rapporti | Massa a vuoto (kg) | Velocità max | Consumo (l/100 km) | Anni di produzione | Prezzo al debutto (FF) |
| R3 | base             | 690-01  | 603            | 20/4800            | 42            | M/3                | 540                | 90           | -                  | 1961-1962          | 4.800                  |
| R4 | base, L          | 680-01  | 747            | 24/4500            | 49/2500       | M/3                | 570                | 100          | 5,9                | 1961-1962          | 4.980                  |
| R4 | L Super Confort  | 680-01  | 747            | 24/4500            | 49/2500       | M/3                | 605                | 100          | 5,9                | 1961-1962          | 5.940                  |
| R4 | base, L          | 680-02  | 747            | 27/4700            | 50/2600       | M/3                | 580                | 105          | 6                  | 1962-1965          | 5.750                  |
| R4 | Super            | 800-01  | 845            | 27/4700            | 56,9/2300     | M/3                | 630                | 105          | 6                  | 1962-1963          | 6.150                  |
| R4 | L Super          | 800-01  | 845            | 27/4700            | 56,9/2300     | M/3                | 630                | 105          | 6                  | 1963-1964          | 6.350                  |
| R4 | Export           | 800-01  | 845            | 27/4700            | 56,9/2300     | M/3                | 630                | 105          | 6                  | 1964-1965          | 6.079                  |
| R4 | Parisienne       | 680-02  | 747            | 27/4700            | 50/2600       | M/3                | 580                | 105          | 5,9                | 1963-19651         | -                      |
| R4 | Parisienne       | 800-01  | 845            | 27/4700            | 56,9/2300     | M/3                | 630                | 105          | 6                  | 1963-19651         | -                      |
| 4 | base             | 839-062 | 7822           | 27/5000            | 48/2500       | M/4                | 690                | 110          | -                  | 1977-19823         | 15.800                 |
| 4 | Luxe             | 680-02  | 747            | 27/4700            | 50/2600       | M/3                | 580                | 105          | 5,9                | 1965-1966          | 5.500                  |
| 4 | L (3 marce)      | 680-02  | 747            | 27/4700            | 50/2600       | M/3                | 580                | 105          | 5,9                | 1966-1967          | 5.580                  |
| 4 | Export (3 marce) | 680-02  | 747            | 27/4700            | 50/2600       | M/3                | 580                | 105          | 5,9                | 1965-1967          | 6.200                  |
| 4 | Export (3 marce) | 800-01  | 845            | 27/4700            | 56,9/2300     | M/3                | 630                | 105          | 6                  | 1965-1986          | 6.290                  |
| 4 | L (4 marce)      | 680-02  | 747            | 27/4700            | 50/2600       | M/4                | -                  | 105          | -                  | 1967-1971          | 5.780                  |
| 4 | L (4 marce)      | 839-062 | 7822           | 27/5000            | 48/2500       | M/4                | 570                | 110          | -                  | 1971-1978          | 7.820                  |
| 4 | Export (4 marce) | 800-03  | 845            | 27/4700            | 56,9/2300     | M/4                | 630                | 110          | 6                  | 1967-19692         | 6.570                  |
| 4 | Export (4 marce) | 839-062 | 7822           | 27/5000            | 48/2500       | M/4                | 635                | 110          | -                  | 1971-1974          | 8.820                  |
| 4 | TL               | 839-062 | 7822           | 27/5000            | 48/2500       | M/4                | 635                | 110          | -                  | 1975-1982          | 14.900                 |
| 4 | TL               | B1B     | 845            | 34/5000            | 58.9/2500     | M/4                | 690                | 125          | 7,3                | 1982-1986          | -                      |
| 4 | TL Savane        | C1C     | 956            | 34/5000            | 63,8/2500     | M/4                | 700                | 115          | 6,6                | 1986-1992          | 38.200                 |
| 4 | Safari           | 839-062 | 7822           | 27/5000            | 48/2500       | M/4                | 635                | 110          | 6,4                | 1975-1978          | 11.400                 |
| 4 | GTL              | C1E     | 1108           | 34/4000            | 74/2500       | M/4                | 720                | 120          | 5,9                | 1978-19864         | 19.200                 |
| 4 | GTL Clan4        | C1E     | 1108           | 34/4000            | 74/2500       | M/4                | 720                | 120          | 5,9                | 1986-19924         | 42.900                 |
| Note: 1Dal 1965, il nome Parisienne non identifica più un modello a sé, ma un optional di allestimento disponibile con 260 FF di sovrapprezzo 2In alcuni mercati, tra cui l'Italia, la Export e la L continuarono a essere commercializzate con il motore da 845 cm³ 3La versione base rimase nel listino italiano fino al 1992, daprrima con il motore da 845 cm³ (1982-1986) e in seguito con il motore da 956 cm³ |                  |         |                |                    |               |                    |                    |              |                    |                    |                        |

### Le altre Renault 4

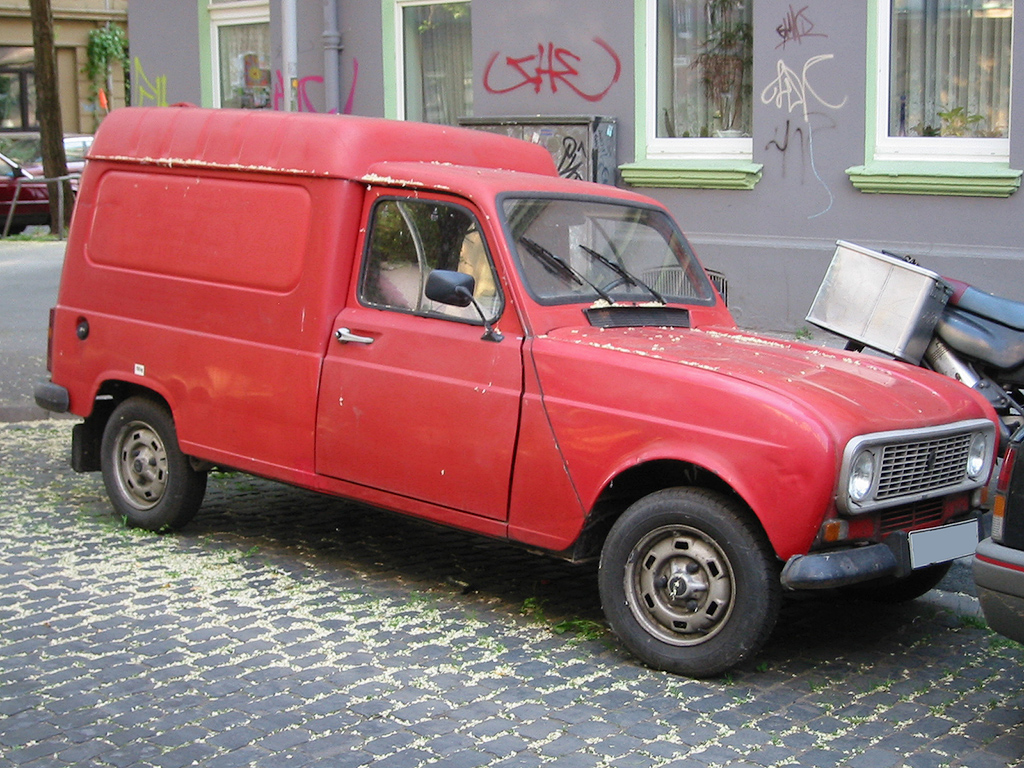
Una Renault 4 Fourgonnette F6

La produzione della Renault 4 non si limitò solo allo stabilimento di Billancourt, e in seguito a quello di Flins, entrambi in Francia; fin dalla sua progettazione, la Renault 4 venne concepita come world car, cioè un'auto che avrebbe dovuto colonizzare il mondo intero. In totale, furono 27 i Paesi in cui la Renault 4 venne prodotta e per dare un'idea ancor più precisa del successo, della popolarità e della diffusione della Renault 4 oltreconfine, va detto che sei esemplari su dieci sono stati venduti in Paesi esteri e che cinque su dieci sono stati prodotti al di fuori dei confini francesi.
Non va inoltre dimenticato che la Renault 4 funse da base per la costruzione di altre versioni particolari da parte di piccole aziende specializzate in trasformazioni di vetture, spesso site in Francia.

#### La Renault 4 in Europa e nel mondo
In Europa i siti di produzione oltre i confini francesi sono stati:
- Pomigliano d'Arco (NA): in Italia la produzione della Renault 4 fu avviata nel dicembre del 1962, presso l'ex-stabilimento Alfa Avio, un impianto creato prima della guerra dall'Alfa Romeo (ai tempi già sotto gestione statale) per insediarvi la sua divisione aeronautica. Avvenne in base a una joint venture italo-francese che prese il nome di Sviluppo Automobilistico Meridionale e ne furono prodotte complessivamente, tra il 1962 e il 1964, 41809 esemplari. Oltre alle Renault 4, l'Alfa Romeo assemblò in quegli anni, sempre su licenza, la Dauphine. Queste versioni italiane dei due modelli Renault sfruttavano in piccolissima parte anche componentistica Alfa Romeo. Nel caso della R4, inoltre, le luci posteriori erano simili a quelle della Fiat 500 Giardiniera. Il successo fu inizialmente buono, ma quando il governo italiano instaurò una politica fiscale penalizzante nei confronti delle vetture come la Renault 4, le cose precipitarono e nel 1964 la vettura fu tolta di produzione;
- Haren (B): praticamente in contemporanea con lo stabilimento di Billancourt, la produzione della Renault 4 fu avviata anche nello stabilimento di Haren, un sobborgo di Bruxelles, dove rimase attiva fino agli anni ottanta. La maggior parte della produzione di quello stabilimento fu distribuita unicamente negli Stati del Benelux (Belgio, Paesi Bassi e Lussemburgo), anche se alcuni esemplari filtrarono anche in Germania e Francia;
- Slovenia: a partire dal novembre del 1969, la produzione della Renault 4 fu avviata anche presso lo stabilimento Titovi Zavodi Litostroj di Lubiana, produzione che in seguito, a partire dal 1972, fu trasferita a Novo Mesto, nello stabilimento Industrija Motornih Vozil. Tale nodo industriale diverrà di importanza consistente a partire dal 1987, quando la fabbrica di Billancourt chiuderà i battenti: a quel punto le Renault 4 destinate al mercato europeo usciranno proprio dallo stabilimento di Novo Mesto;
- Valladolid (E): in Spagna la produzione della Renault 4 fu affidata alla FASA-Renault, uno stabilimento sito a Valladolid e da tempo in collaborazione con Renault per la produzione in loco di modelli della Casa francese. Le Renault 4 prodotte dalla FASA-Renault furono le primissime a montare il cambio a 4 marce e l'impianto elettrico da 12V, caratteristiche che verranno estese solo diversi anni dopo alla produzione della Casa madre. La produzione alla FASA-Renault terminò nel 1991 con un totale di 800 000 esemplari, parte dei quali fu esportata in Portogallo, Messico, Venezuela e Colombia;
- Guarda (P): prima che le Renault 4 venissero importate dallo stabilimento di Valladolid verso il Portogallo, fu proprio lo Stato lusitano a produrre la vettura per conto proprio. Tra il 1963 e il 1989, infatti, la Renault 4 fu assemblata anche nello stabilimento ILR (Indústrias Lusitanas Renault) della città di Guarda, circa 250 km a nord-est di Lisbona. Quando la FASA-Renault cominciò a importare in Portogallo le Renault 4, la produzione dello stabilimento ILR continuò assemblato le Renault 4 che giungevano in loco smontate, in modo da non creare disoccupazione nei dintorni della città portoghese. Fino al 1973, la produzione raggiunse punte di 6.000 esemplari l'anno;
- Wexford (IRL): dal 1963 la Renault 4 venne prodotta anche in Irlanda, presso lo stabilimento Smiths di Wexford. Qui vennero assemblati anche altri modelli Renault, ma in misura sensibilmente minore, basti pensare che la sola Renault 4 giunse a rappresentare tra il 50% e il 66 % delle Renault prodotte in loco. La fertilità produttiva si smorzò quando nel 1973 l'Irlanda entrò a far parte della CEE, ma la produzione della 4 si mantenne comunque sempre su livelli tali da garantire nel 1977 il 9,5% del mercato automobilistico locale. A partire da quell'anno non furono prodotte che le Renault 4 e nel 1984 la produzione nel sito irlandese cessò definitivamente.

Nel resto del mondo contò numerosi altri impianti di produzione:

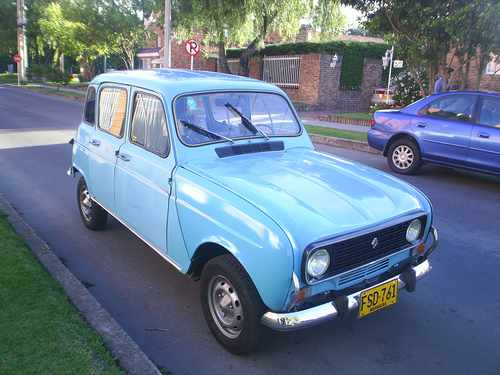
Una Renault 4 in Colombia

- Algeria: dal 1963, la Renault 4 e la più grande Renault 8 cominciarono a essere prodotte in Algeria, presso lo stabilimento C.A.R.A.L. (Construction des Automobiles Renault en Algérie), sito ad Harrach, nei dintorni di Algeri. Tra il 1969 e il 1970, oltre il 60% della produzione di quello stabilimento fu costituito dalla Renault 4 e dalla sua variante furgonata. Ma già nel 1971, dopo un avvio di politica d'ostracismo da parte del governo algerino, la Renault fece cessare repentinamente la produzione;
- Angola: nel 1970 vi fu una joint-venture stipulata tra Chrysler France, Renault, Citroën e Ford UK, in base alla quale nacque lo stabilimento della S.A.C.M.A. (Sociedade Angolana de Construçȏes e Montagem de Automóveis), allo scopo di costruire veicoli commerciali dei rispettivi marchi in un unico sito industriale. Lo stabilimento S.A.C.M.A., con sede a Luanda, produceva veicoli solo in base alle ordinazioni che riceveva, perciò la produzione non fu elevata, basti pensare che tra il 1971 e il 1980 vennero prodotte circa 900 Renault 4 furgonate;
- Argentina: la produzione in Argentina fu avviata nel dicembre del 1963 dalla IKA (Industrias Kaiser Argentina) di Santa Isabel, un sobborgo di Santa Fe. Tale stabilimento, che fino a poco tempo prima produceva modelli americani, venne in seguito rilevato dalla Renault, dapprima in parte e popi completamente. La presentazione della vettura in tale sito produttivo avvenne alla presenza di numerosi membri della stampa automobilistica locale, che poterono testare la R4 nelle difficili strade sudamericane. La R4 fu distribuita mediante una rete di vendita che facevano capo nientemeno che al grande pilota Juan Manuel Fangio. Ebbe un successo clamoroso e venne esportata anche in Cile e in Uruguay. La produzione cessò solo nel 1985 e non mancarono versioni dotate di motori specifici realizzati ad hoc per i mercati locali, come per esempio quello inedito da 1020 cm³;
- Australia: la Renault 4 venne prodotta in quantità modeste anche in uno stabilimento situato a West Heidelberg, nei pressi di Melbourne;
- Colombia: dal 1965 al 1967, l'importatore colombiano Auto Andes importò Renault 4 finite, direttamente dalla FASA-Renault spagnola, ma anche esemplari smontati da assemblare in loco. Solo dopo il 1967, Renault fondò la S.O.F.A.S.A. (Sociedad de Fabricación de Automotores S.A.), con sede a Envigado, un sobborgo di Medellin. Fino al 1992 tale stabilimento produsse la Renault 4, che ebbe un enorme successo nel Paese sudamericano, tanto da venire considerata come auto nazionale;
- Cile: dal 1964 la Renault 4 fu prodotta anche nello stabilimento Indauto di Arica, un impianto detenuto in parti uguali con l'American Motors Corporation. Interrotta nel 1966, la produzione riprese un anno dopo in un altro sito produttivo, la A.F.C. (Automotores Franco Chilena), con sede a Los Andes. Tale sito, condiviso con la Peugeot, assemblò solo un migliaio di Renault 4 l'anno a causa dell'indecisione da parte della Casa madre di investire per un'organizzazione migliore in un Paese dove regnava ancora la dittatura;
- Costa d'Avorio: dal 1962 al 1985 la produzione fu attiva anche presso lo stabilimento Safar di Abidjan;
- Costa Rica: un piccolo numero di esemplari della Renault 4 fu prodotto presso lo stabilimento Auto Ensembladora di San José, che assemblò tra il 1965 e il 1969 anche alcuni esemplari di Renault 8 e Renault 10. In totale, non si raggiunsero che poche centinaia di esemplari;
- Filippine: dal 1963 la Renault 4 fu prodotta anche nello stabilimento Liberty Motors, nei pressi di Manila. Nel 1968 la produzione verrà trasferita presso il locale stabilimento Renault, sempre nei pressi della capitale. La berlina verrà assemblata fino al 1970, mentre la versione furgonata arriverà fino al 1974;
- Ghana: dal 1969 al 1978 la Renault 4 fu prodotta anche nello stabilimento CFAO di Accra, ma in questo caso i ritmi furono molto blandi, circa 100 esemplari l'anno;
- Madagascar: sempre dal 1962 e fino al 1981 la Renault 4 fu prodotta nella grande isola africana, presso lo stabilimento SOMACOA (Société Malgache de COnstruction Automobile) situato nella capitale Antananarivo, dove si raggiungeranno ritmi produttivi perfino di 500 berline e 150 furgonette al giorno, ma che in genere furono più moderati. Nel 1981 il governo malgascio dovette far cessare la produzione per la grave crisi economica che attanagliò il Paese;
- Marocco: il sito di produzione Renault in Marocco non fu altro che lo stabilimento SO.MA.CA. di Casablanca, di proprietà congiunta della SIMCA e della Fiat, le quali nel 1966 diedero l'OK alla Casa di Billancourt per la produzione di alcuni suoi modelli in loco. La produzione partì però solo nel 1971. Tra i modelli prodotti vi fu anche la Renault 4, che rappresentò una fetta consistente della produzione locale, anche se in questo caso il ruolo di primadonna spettò alla Renault 12. La produzione della 4 proseguì comunque fino al 1994. Il sito di Casablanca fu uno degli ultimissimi, assieme a quello di Novo Mesto (Slovenia), a cessare la produzione della Renault 4;
- Messico: dal 1962 al 1977, circa 20 000 Renault 4 berlina e circa 7.500 versioni furgonate furono prodotte presso lo stabilimento DINA di Ciudad Sahagún, in Messico. La vettura raggiunse un buon successo, contribuendo a far raggiungere alla filiale messicana della Renault una quota di mercato variabile tra il 25% e il 10% a seconda degli anni;
- Perù: nel 1966 al produzione della Renault 4 cominciò anche presso lo stabilimento I.A.P.S.A. (Industria Automotriz Peruana S.A.), con sede nei dintorni di Lima. L'impianto servì per l'assemblaggio di modelli Renault, ma anche Rambler e Peugeot, in virtù di accordi supplementari che coinvolsero anche gli altri due marchi. La produzione cessò nel 1970, non solo per quanto riguarda la Renault 4, ma anche la produzione degli altri modelli, a causa delle scarse vendite registrate;

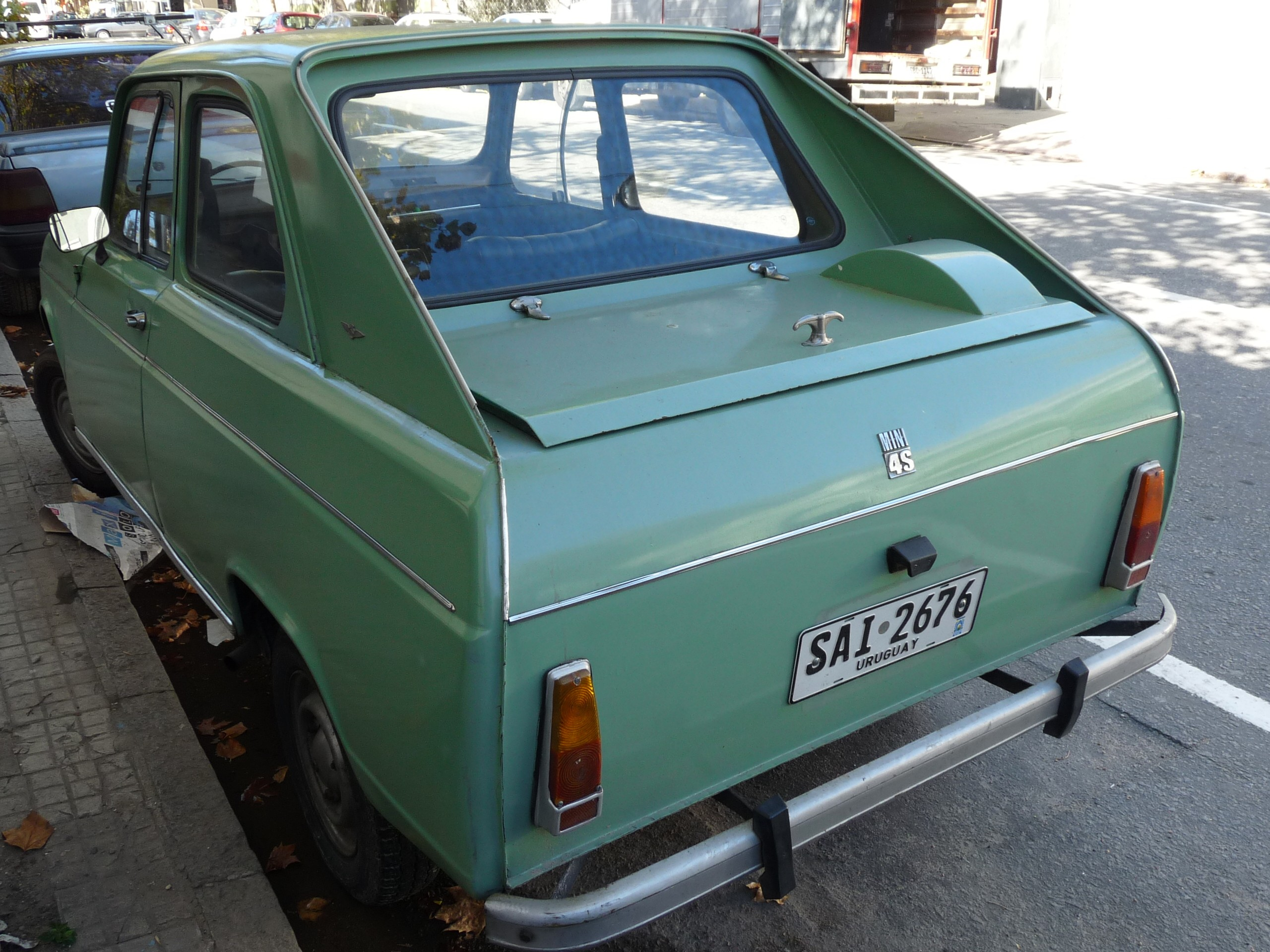
Una Renault Mini 4S, specifica per il mercato dell'Uruguay

- Sri Lanka: tra il 1973 e il 1979 alcune centinaia di Renault 4 Plein Air furono assemblate in Sri Lanka da vari stabilimenti selezionati dalla Casa madre per smaltire le proprie scorte interne. Anche un centinaio di furgonette fecero parte della produzione;
- Sudafrica: dal 1963 al 1972 la Renault 4 fu prodotta anche in Sudafrica, in verità in pochi esemplari, solo 3.900 in nove anni;
- Rhodesia Meridionale (oggi Zimbabwe): la Renault 4 fu prodotta a partire dal 1974 presso lo stabilimento della Willowvale Motor Industry di Salisbury. La produzione non durò che pochi anni, dopodiché dovette cessare a causa dello scoppio della guerra civile locale;
- Tunisia: il 28 luglio 1965 la prima Renault 4 uscì dalle linee di montaggio dello stabilimento S.T.I.A. (Société Tunisienne d'Industrie Automobile) sito a Sousse. La particolarità della produzione della Renault 4 in Tunisia stette nel fatto che la stragrande maggioranza era costituita da versioni furgonette: solo il 10% della produzione era costituita da versioni berlina. La produzione terminò nel 1983 dopo che anche qui, come in Algeria, si tentò di ostacolare politicamente il netto dominio della Renault nel mercato automobilistico tunisino;
- Uruguay: in Uruguay la produzione risulta frammentata nel tempo: nel biennio 1962-63 le Renault 4 vennero importate in modalità CKD (cioè smontate) dalla Automotores Punta del Este situata nei pressi di Montevideo, la quale procedette poi ad assemblarle in loco. Nel 1966 la produzione si interruppe per riprendere poi nel 1970. L'anno seguente le linee di montaggio furono trasferite alla Santa Rosa Automotores che dal 1972 incluse tra i veicoli prodotti anche la Renault 4 furgonata e un pick-up CKD importato dall'Argentina, più un'inedita versione fastback denominata Renault Mini 4S. In vent'anni furono prodotti circa 4.500 esemplari di Renault 4 furgonate;
- Venezuela: nei pressi di Caracas, tra il 1972 e il 1976, la Renault 4 fu costruita in circa 6.500 esemplari, in uno stabilimento che anche in questo caso vide la compartecipazione in parti uguali di Renault e American Motors Corporation;
- Zaire (oggi Repubblica Democratica del Congo): nel 1969, Renault stipulò un contratto con il colosso statunitense della General Motors, in base al quale la Renault 4 poté essere assemblata per un periodo di tempo limitato presso lo stabilimento GM di Kinshasa.

#### Le derivate della Renault 4

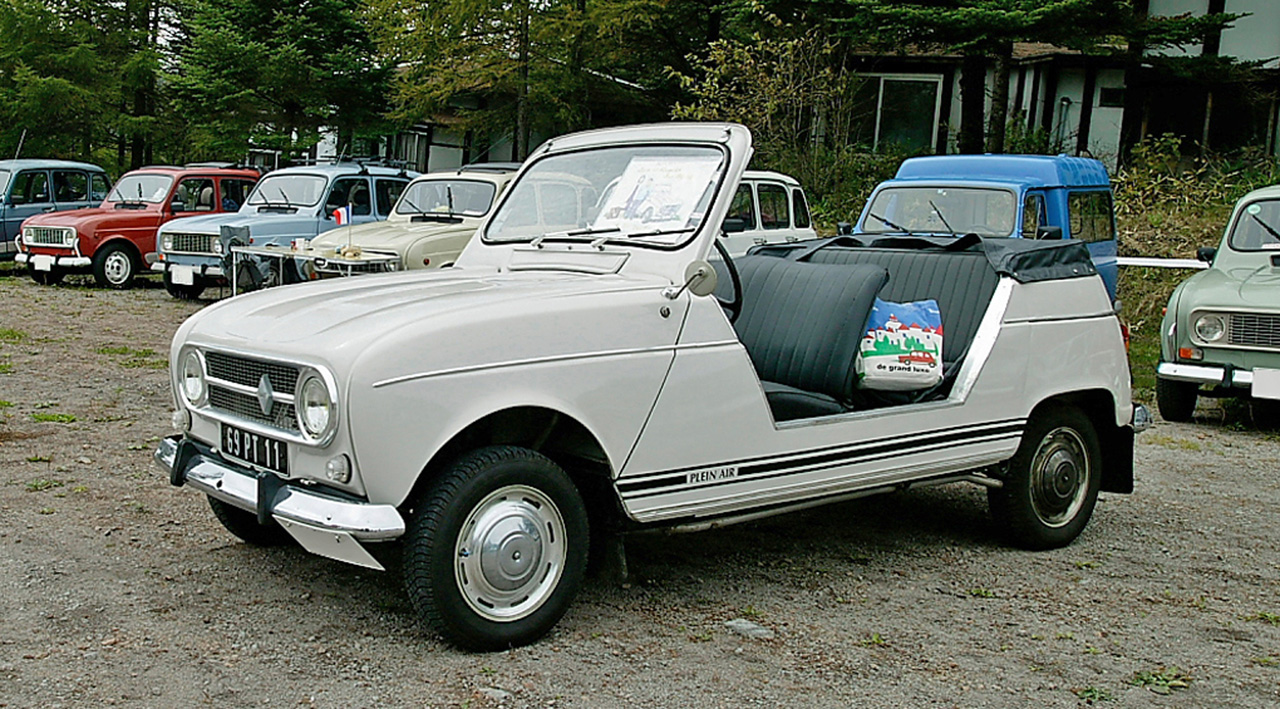
Una Renault 4 Plein Air

La Renault 4 ha fatto da base anche per alcune versioni particolari, quasi tutte costruite da aziende esterne. Eccone alcune:
- Mini 4: si tratta di un'inedita versione fastback prevista unicamente per il mercato dell'Uruguay e caratterizzata appunto dal diverso disegno della parte posteriore della carrozzeria;
- Sinpar 4x4: si tratta di una Renault 4 dotata di trazione integrale. Nel 1963 la sua produzione cominciò nello stabilimento della Sinpar di Colombes. Furono proposte varie versioni della Sinpar 4x4: una delle più note fu la Militaire, una torpedo aperta verniciata in color verde militare.
- Sinpar Plein Air: simile alla Militaire ma dalle tinte più allegre e soprattutto sprovvista di trazione integrale, la Plein Air debuttò nel 1968 ed era una vettura di tipo "spiaggina", simile nella filosofia costruttiva alla Citroën Méhari, di cui finì per essere la principale concorrente, sebbene meno conosciuta;
- Rodeo: nuova vettura di tipo spiaggina, prodotta in due serie negli anni settanta e ottanta;
- Heuliez: realizzata dalla nota carrozzeria francese, la Renault 4 Heuliez era una Renault 4 dotata di padiglione completamwente apribile, come nelle vetture di tipo trasformabile;
- Dallas: replica di una Jeep su base meccanica derivata direttamente dalla Renault 4 e realizzata con trazione su due e anche su quattro ruote nel caso di utilizzo di una base meccanica Sinpar;
- Sovam: gradevole coupé con meccanica R4 prodotta appunto dalla Sovam, piccola azienda francese con sede a Parthenay. La stessa azienda produsse un furgoncino, sempre con la stessa meccanica.

### Serie speciali

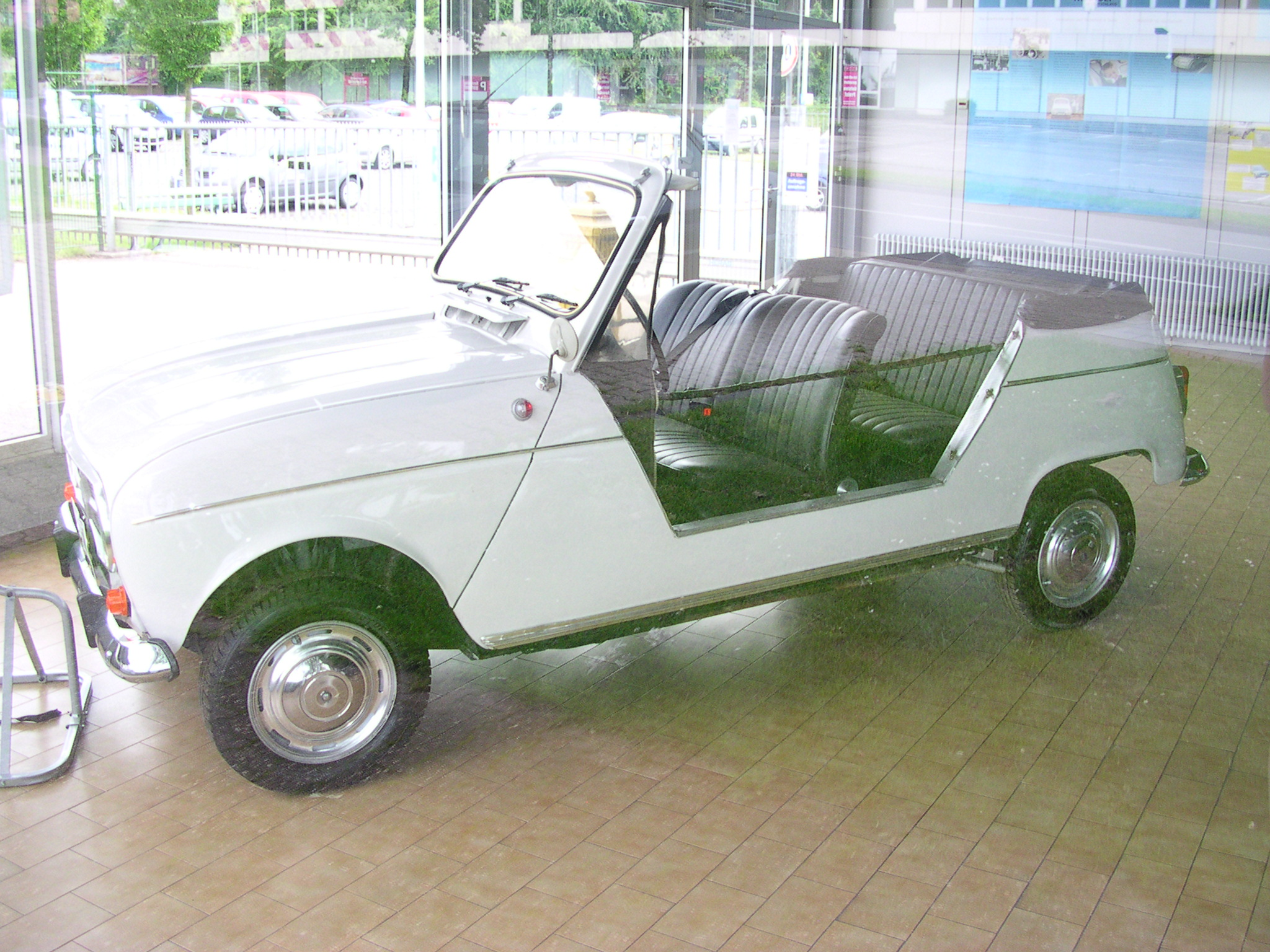
Una Renault R4 Simpar Plein Air

La R4 fu prodotta anche in alcune serie speciali: alcune di esse erano semplicemente allestimenti speciali applicati alle R4 di serie. Tra queste serie speciali:
- la Super: è stata la prima serie speciale nella storia della R4, caratterizzata da finiture più lussuose di quelle della 4L, tra cui spiccano i fari posteriori con cornice cromata, i paraurti a doppio tubolare sovrapposto. La Super fu realizzata in due serie, la prima fu prodotta nel 1962, mentre la seconda fu prodotta nel 1963. La seconda serie era meno vistosa e si allineava praticamente alle caratteristiche della 4L.
- la Parisienne: seconda serie speciale della R4, prodotta tra il 1963 e il 1968, era di fatto una 4L caratterizzata da sedili in tessuto speciale (tessuto disponibile in due modelli) e da decorazioni esterne, lungo la parte posteriore delle fiancate, che riprendono il disegno dei tessuti interni.
- la Safari: prodotta tra il 1975 e il 1978, fu la prima serie speciale della R4 terza serie. Era disponibile in cinque tonalità di vernice: blu, turchese, beige, verde e grigio. I cerchi erano verniciati e non grezzi, le fiancate avevano una banda nera e i sedili erano in tessuto dedicato, color turchese a bande nere e gialle. Montava un motore della serie 839, da 782 cm³ di cilindrata e 27 CV di potenza massima.
- la Jogging: prodotta in 5000 esemplari unicamente nel 1981, era basata sulla GTL, di cui riprendeva il propulsore da 1108 cm³. Era destinata a una clientela giovane, ed era caratterizzata da sedili e pannelli porta rivestiti in tessuto a colori vivaci, tetto apribile in tela e bande a tricolore francese lungo le fiancate. I paraurti, i fascioni sottoporta e la cornice della calandra erano verniciati in azzurro.
- la Heuliez: prodotta nel 1981, è in pratica una R4 trasformabile, con capote in tela che comprende tetto e padiglione, la quale può essere arrotolata.
- la Sixties: prodotta nel solo 1985 in 2200 esemplari, era anch'essa basata sulla GTL. Era disponibile in tre combinazioni di colori: blu con banda giallo-rossa, rosso con banda giallo-blu e giallo con banda rosso-blu. Gli interni riprendono il colore della carrozzeria e i paraurti sono verniciati in nero. Questa serie è provvista di tettuccio apribile in vetro e di predisposizione per l'autoradio.
- la Carte Jeune: prodotta nel 1991, fu la penultima serie speciale della R4. Basata sulla TL, ne riprende il propulsore da 956 cm³. Era disponibile in quattro colori: verde, giallo, rosso e bianco. I sedili sono in tessuto blu e verde. Non aveva altre particolari caratteristiche estetiche.
- la Bye Bye: ultima serie speciale della R4, era basata sulla 4L. Il motore era quello della GTL, da 1108 cm³. Questa serie fu prodotta nel 1993 in 1000 esemplari tutti numerati. L'ultima R4 prodotta apparteneva a questa serie.

Vi erano però anche altre serie speciali, che non erano basate sulla R4 di serie, ma presupponevano l'intervento di carrozzieri specializzati che ne modificassero pesantemente la carrozzeria. Queste serie erano sostanzialmente quattro:
- la Renault Rodéo;
- la Plein Air: prodotta tra il 1968 e il 1970, era in sostanza una R4 cabriolet, con una rudimentale capote e senza portiere. Fu realizzata dalla carrozzeria Sinpar.
- la Frog: erede della Plein Air, fu commercializzata però molto tempo dopo, nel 1987. Era dotata di capote sostenuta da roll-bar, sportelli in PVC dello stesso materiale e colore della capote facilmente amovibili e di ruota di scorta fissata sulla coda, esternamente. Montava il 956 cm³ della TL.
- la JP4: realizzata sul pianale della R4 accorciato di 27 cm, la JP4 somigliava alla Frog, ma era provvista di una capote di fortuna.

### La Renault 4 come fenomeno sociale

#### Attività sportiva

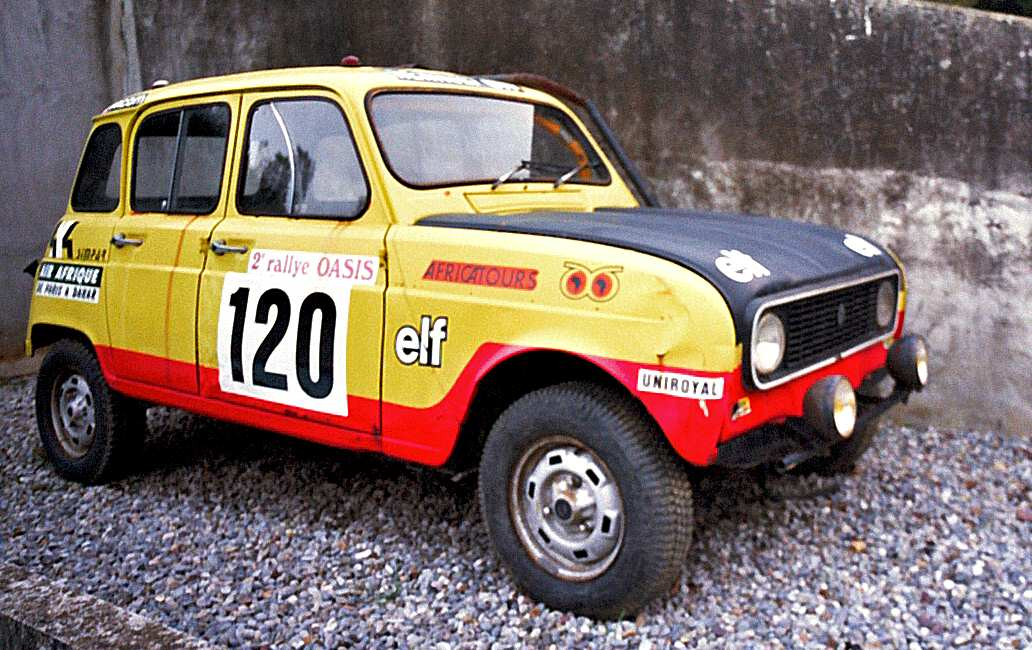
Una R4 in veste sportiva

Nonostante le sue modeste prestazioni, la R4 trovò comunque il modo di partecipare a diversi eventi sportivi: la sua elevata altezza da terra le permetteva per esempio di prendere parte a competizioni su fondi sconnessi, suo terreno preferito. In alcuni casi, la popolare vettura francese ha saputo conquistare alcuni piazzamenti degni di nota.
Il debutto vero e proprio della Renault 4 nelle competizioni avvenne il 19 aprile del 1962, all'East African Safari Rally, una massacrante gara che si snoda attraverso i paesaggi semidesertici di Kenya, Uganda e Tanzania. Tale gara terminò quattro giorni più tardi con la Renault 4 dell'equipaggio Consten-Le Guezec che si classificò quinta di categoria dietro a quattro Saab 96.
Sempre nel 1962, ma anche nel 1963, la Renault 4 prese parte anche al Rally di Monte Carlo: le vetture preparate per tale evento venivano semplicemente alleggerite eliminando alcuni particolari (per esempio i finestrini sostituiti con pannelli in plexiglas) e aggiungendone altri (fendinebbia supplementari).
Nel 1965, Renault patrocinò la cosiddetta Expédition Michele Ray Terre de Feu-Alaska, una dura prova sia per la vettura che per gli equipaggi delle due R4 L coinvolte, costituiti da quattro ragazze, due per equipaggio, e capitanate dall'intraprendente Michèle ray, un'ex-modella appassionata di prove estreme alla guida di autovetture. In questa prova, che durò dall'11 giugno al 29 ottobre 1965, le due vetture utilizzate percorsero i due continenti americani da sud a nord, vale a dire dalla Terra del Fuoco all'Alaska, riscuotendo un successo planetario.
Da lì in poi fu protagonista di innumerevoli raid nelle zone più impervie del pianeta: vale la pena ricordare le spedizioni dei fratelli Marreau, quella del 1967 che coprì la penisola dell'India e quella del 1969 nel deserto del Sahara. Inoltre vi furono il raid in Congo e la spedizione De la Terre a la Lune, del 1973, che vide la Renault 4 protagonista nei paesaggi dell'Islanda, che ricordano in parte quelli della Luna (da cui il nome della spedizione).
Nel 1974 venne istituita la Coupe de France Renault Cross Elf, specialità riservata alle Renault 4 e voluta dalla Casa della Losanga per rispondere al successo della 2CV Cross, analoga competizione sportiva riservata all'utilitaria del "double chevron". La Coupe de France Renault Cross Elf diede modo a giovani piloti in erba di potersi cimentare con le Renault 4 e fece in molti casi da trampolino di lancio per la carriera agonistica di futuri talenti automobilistici.
Nel 1976, al Championnat tout-terrain, prese parte una Renault 4 molto particolare, in quanto accorciata nel passo e dotata di sole tre porte.
Nel 1979, ancora i fratelli Marreau parteciparono alla prima edizione della Parigi-Dakar a bordo di una Sinpar 4x4: si classificheranno secondi di categoria, dietro a una Range Rover, e quinti assoluti.
In seguito vi furono altri tornei, per esempio la 24 Ore 4L o il 4L Trophy. Anche in tempi più recenti la Renault 4 ha vissuto attività sportive: nel Campionato Francese Rally, molti equipaggi utilizzano ancora delle R4. Addirittura in alcune edizioni del Campionato Mondiale Rally, fino all'anno 2000, parteciparono alcune R4, per la verità senza grandi risultati, dato l'altissimo livello tecnologico raggiunto nel frattempo dalle vetture più recenti. Tra le altre competizioni a cui partecipò c'erano il Raid Africano del 1980 e il Rally delle Montagne del 1964.

#### Fenomeno di costume

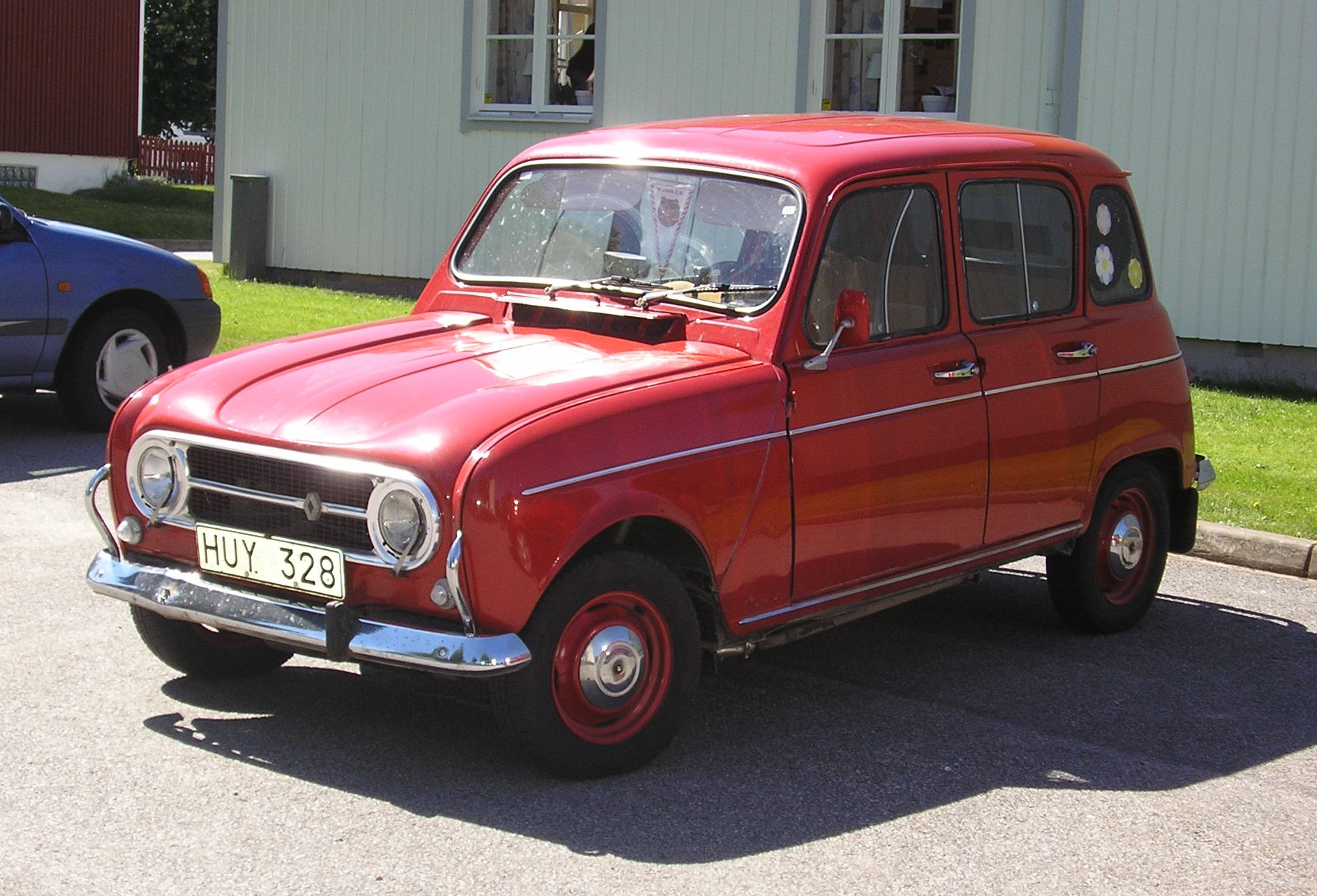
Una delle ultime R4 seconda serie

Famosa fu la campagna pubblicitaria andata in onda in Italia negli anni ottanta in cui una R4 girava il mondo alla ricerca di un fantomatico signor Rossi. La R4 partecipò anche a iniziative sociali, feste e ricorrenze particolari in tutto il mondo. La stessa iniziativa della Casa madre che ha portato al referendum prima del lancio della R4 Parisienne può essere annoverato tra gli eventi che hanno fatto della piccola francese un vero e proprio fenomeno di costume nel corso dei decenni.
Nell'Oceano Atlantico, al largo della costa francese, vi è un'isola denominata L'Île-d'Yeu, sempre appartenente al territorio transalpino e nella quale è stato accertato che gran parte del parco auto circolante è costituito da R4 di varie epoche. Tra le altre varie curiosità, la R4 viene oggi replicata dalla Suzuki, che ha realizzato un kit di carrozzeria per la sua piccola Ancel Lapin. Tale kit riesce a trasformare la Ancel Lapin in una vettura simile in tutto e per tutto a una R4 GTL.
Sono poi esistiti altri kit in grado di trasformare la R4 in fuoristrada, in un piccolo autocarro, in un pick-up e persino in una roadster in stile anni cinquanta.

## La R4 del caso Moro

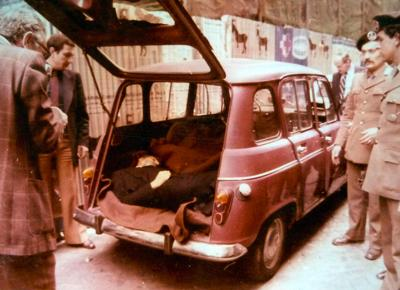
Il ritrovamento del cadavere di Aldo Moro a Roma in via Caetani (1978)

In Italia la R4 è legata anche a un importante fatto di cronaca: il Caso Moro. Un fatto criminale che scosse la nazione italiana e che fece dire, nel 1978,  all'allora capo del primo distretto  della questura romana, Luigi De Sena:
È storica l'immagine nella quale il corpo senza vita del politico italiano Aldo Moro giace all'interno del bagagliaio di una Renault 4 rossa targata Roma N57686, rubata pochi giorni prima del ritrovamento del cadavere dello statista DC e fatta ritrovare dalle Brigate Rosse in via Caetani a Roma (a poca distanza da piazza del Gesù e da via delle Botteghe Oscure).